# Arte islamica

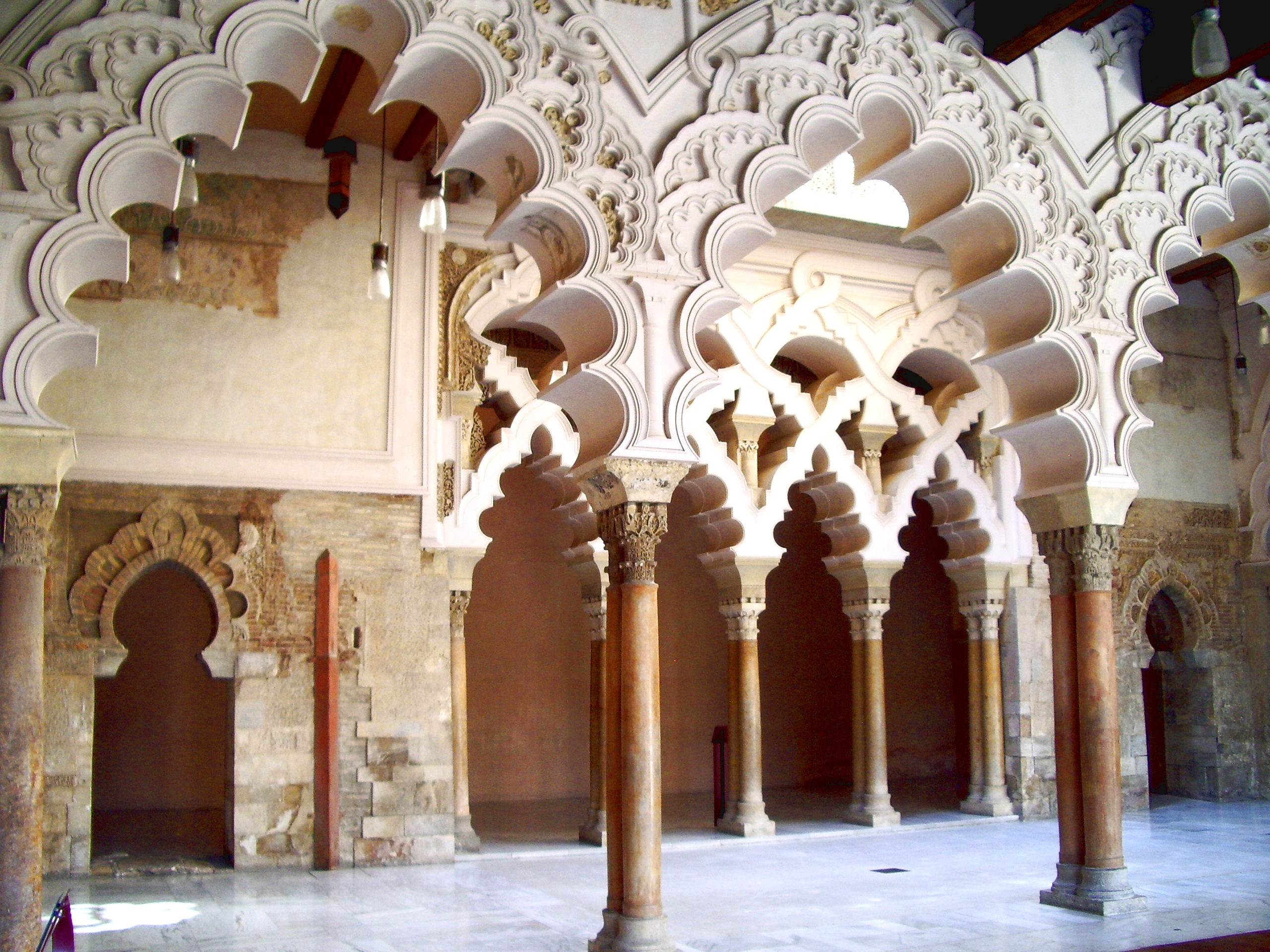
Interni dell'Aljafería a Saragozza, Spagna.

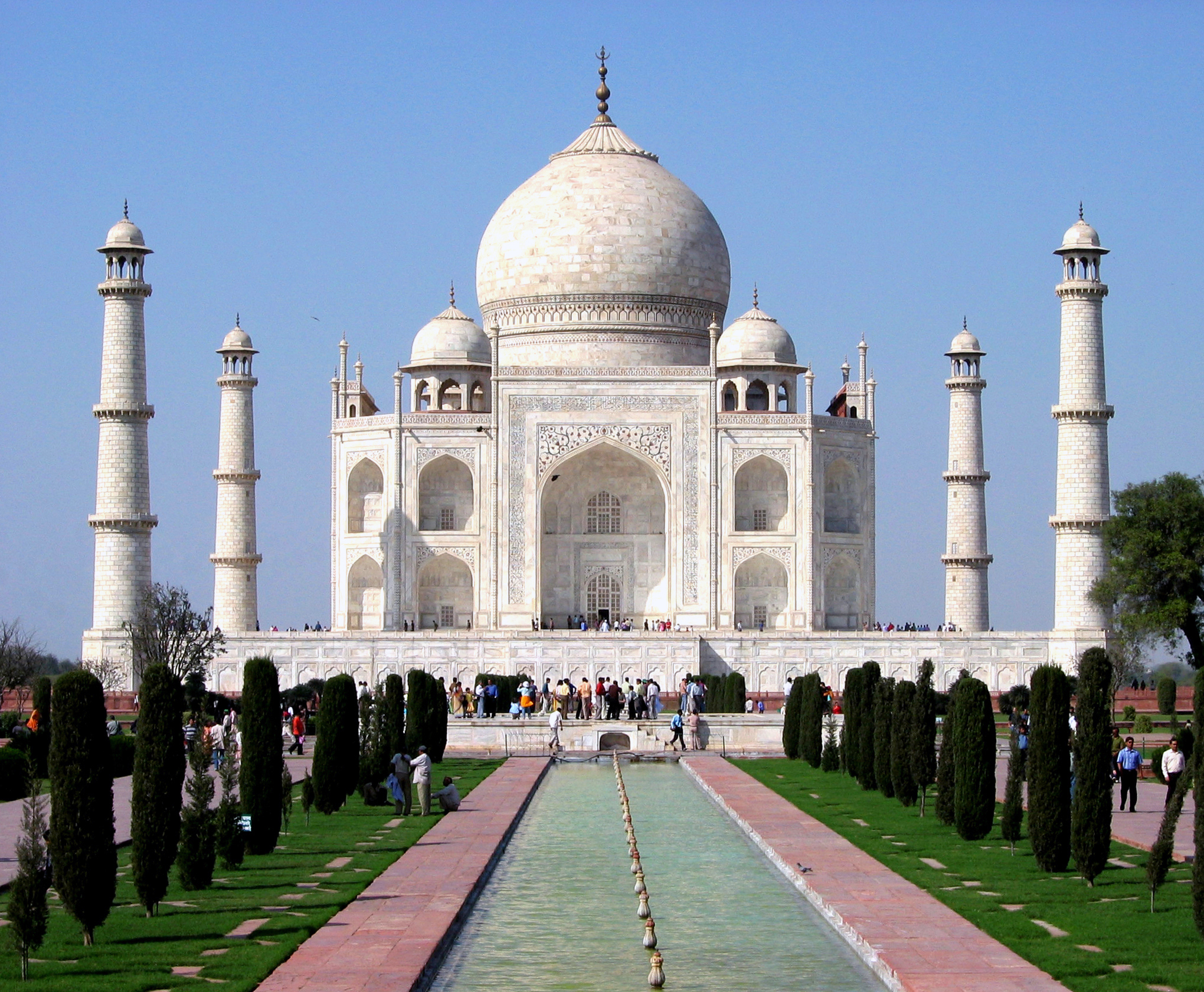
Il Taj Mahal di Agra costruito dall'imperatore musulmano moghul Shah Jahan.

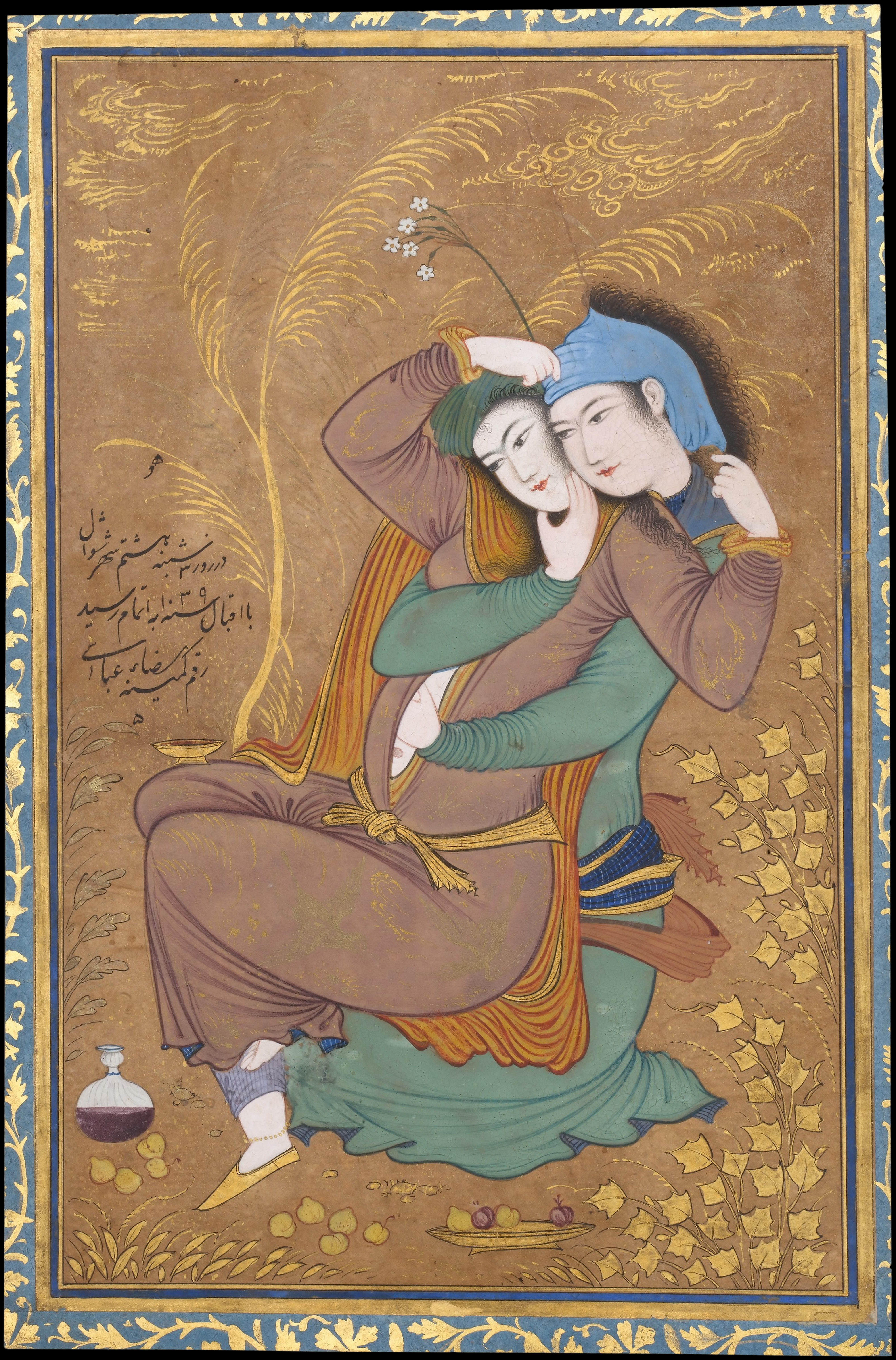
Riza-i Abbasi, Due amanti, Iran, 1630.

L'espressione arte islamica o arti islamiche comprende le arti prodotte a partire dall'Egira (622 dell'era cristiana) fino al XIX secolo da artisti (non necessariamente musulmani), che hanno vissuto in territori culturalmente legati alla religione dell'Islam. Essa riguarda ambiti assai vari, dall'architettura alla calligrafia, dalla pittura all'arte ceramica, ecc.
Inizialmente l'arte islamica si è ispirata a quella bizantina, a quella romana, a quella paleocristiana, a quella persiana ed a quella cinese.
Fin dall'inizio l'arte islamica pratica l'astrazione e la stilizzazione delle forme che appartengono agli esseri viventi, sforzandosi di descrivere i valori spirituali dell'uomo; evita il naturalismo, che include, nella tradizione occidentale a partire dal Rinascimento, l'uso dello spazio tridimensionale, della prospettiva e della modellistica della figura umana in luci e ombre.
Può essere suddivisa in vari periodi storici:
- quello iniziale detto degli Omayyadi (660-750);
- quello medio degli Abbasidi e quello della dinastia dei turchi Selgiuchidi (1100);
- quello dei Safavidi (1600);
- quello della rinascita dell'arte sotto gli Ottomani.

L'arte islamica è tipicamente focalizzata sulla riproduzione della calligrafia araba. Più di rado essa si dedica a figure umane: ciò è dovuto alla sensibilità religiosa dei musulmani, timorosi che alla riproduzione delle forme umane possa corrispondere il peccato di idolatria contro Allah, proibito dal Corano, e che nell'arte come imitazione della natura si possa intravedere il tentativo di copiare l'opera dello stesso Allah. Tale sensibilità ebbe importanti effetti anche sull'arte cristiana: in particolare, a ridosso della predicazione di Muhammad, sorse l'eresia pauliciana, che più tardi avrebbe rappresentato l'antesignana dell'iconoclastia. Come si dirà meglio tra poco, non è però vero che l'arte islamica rifiuti in assoluto la rappresentazione delle figure umane, essendo tale limitazione valida soprattutto nei luoghi e nelle opere di tipo religioso e meno in quelli di carattere "profano".
Viene sviluppato l'arabesco come stile ornamentale universale, stilizzazione di forme vegetali e soprattutto rappresentativo di temi geometrici e simboli presi in prestito dalla calligrafia, ma è nella costruzione delle moschee, dalla pianta simile a quella della casa del profeta Muhammad Salla Allahu ailay wa Sallam, come la Grande moschea di Cordova (785 d.C.), che si riproducono meglio che altrove i fondamenti dell'arte islamica.
Caratteristici dell'architettura islamica sono l’arco a sesto acuto e l'arco a ferro di cavallo, l’arabesco e la decorazione a muqarnas.
Significativi e pregevoli, oltre ai mosaici, anche le pitture architettoniche come quella conservata nella Cappella Palatina, terminata intorno al 1140 a Palermo, i mausolei, luoghi di culto e di potere, la produzione di ceramiche, la lavorazione del vetro e del bronzo, i tappeti con i loro temi artistici legati alla natura. A mano a mano che le conquiste territoriali hanno aperto nuove conoscenze di arte in Asia, in Africa e in Europa, anche il gusto estetico si è aggiornato alle tendenze locali, come ad esempio quella persiana, sempre nel rispetto dei dogmi religiosi.
Pur in questa molteplicità di ispirazioni e di centri di creazione, l'arte prodotta nel contesto del mondo islamico presenta comunque una certa unità stilistica dovuta agli spostamenti degli artisti, dei commercianti, dei committenti e delle stesse opere. L'impiego di una scrittura comune in tutta la civiltà islamica e il particolare valore attribuito alla calligrafia rafforzano questa idea di unità. Altri elementi sono stati valorizzati, come l'attenzione posta alla decorazione e l'importanza della geometria e degli arazzi decorativi. Tuttavia, la grande diversità delle forme e delle scene, secondo i paesi e le epoche, porta spesso a parlare più di "arti islamiche" (o "arti dell'Islam") che di un'"arte islamica". Per Oleg Grabar, l'arte dell'Islam d'altra parte non può definirsi che attraverso "una serie di atteggiamenti di fronte al processo stesso della creazione artistica".
In architettura, edifici dalle funzioni specifiche, come moschee o madrase, sono creati in forme molto variegate ma seguendo spesso uno stesso schema di base. Se non esiste quasi l'arte della scultura, la lavorazione degli oggetti di metallo, d'avorio o di ceramica raggiunge frequentemente una grande perfezione tecnica. Occorre anche sottolineare la presenza di una pittura e di una miniatura nei libri sacri e profani.
Le arti dell'Islam non sono propriamente religiose: l'Islam qui è considerato come una civiltà piuttosto che come una religione. Come già accennato, contrariamente a un'idea molto diffusa, esistono rappresentazioni umane, animali e perfino di Maometto: queste sono bandite soltanto nei luoghi o nelle opere religiose (moschee, madrase, Corani), a dispetto di alcune eccezioni..

## Storia dell'arte islamica

### Gli inizi (VII–IX secolo)

#### Prima delle dinastie
Si conoscono poche cose sull'architettura islamica prima della dinastia degli Omayyadi. Il primo e più importante edificio islamico è senza dubbio la "casa del Profeta" situata a Medina. Questa casa, più o meno mitica, sarebbe stata il primo luogo dove si sarebbero riuniti dei musulmani per pregare, benché la religione musulmana ritenga che la preghiera possa farsi in qualsiasi ambiente.
La casa del Profeta è di considerevole importanza per l'architettura islamica, nel senso che essa mette in opera il prototipo della moschea a pianta araba: un cortile con una sala di preghiera ipostila. Questo schema, adattato alla preghiera, non nasce dal nulla: il tempio di Husa (Yemen, II secolo a.C.) o la sinagoga di Dura Europos (ristrutturata nel 245) potrebbero esserne gli ispiratori. Costruita in materiali deperibili (legno e terra battuta), la casa del Profeta non è sopravvissuta a lungo, ma è descritta in dettaglio nelle fonti arabe. Sulla sua presunta posizione sorge attualmente la grande moschea di Medina.
I primi oggetti islamici sono molto difficili da distinguere dagli oggetti anteriori, sasanidi e bizantini, o già omayyadi. In effetti, l'islam nasce in regioni dove l'arte sembra essere stata poco diffusa, ma circondate da imperi notevoli per la loro produzione artistica. Per cui, nei primi tempi, gli artisti islamici utilizzano le stesse tecniche e gli stessi motivi dei loro vicini. Si conosce in particolare un'abbondante produzione di ceramica non vetrinata, come testimonia un celebre scodellina conservata al Museo del Louvre la cui iscrizione assicura la sua datazione nel periodo islamico. Questa scodella proviene da uno dei soli siti archeologici che permette di seguire il passaggio tra mondo pre-islamico ed islamico: quello di Susa in Iran.

#### L'arte omayyade

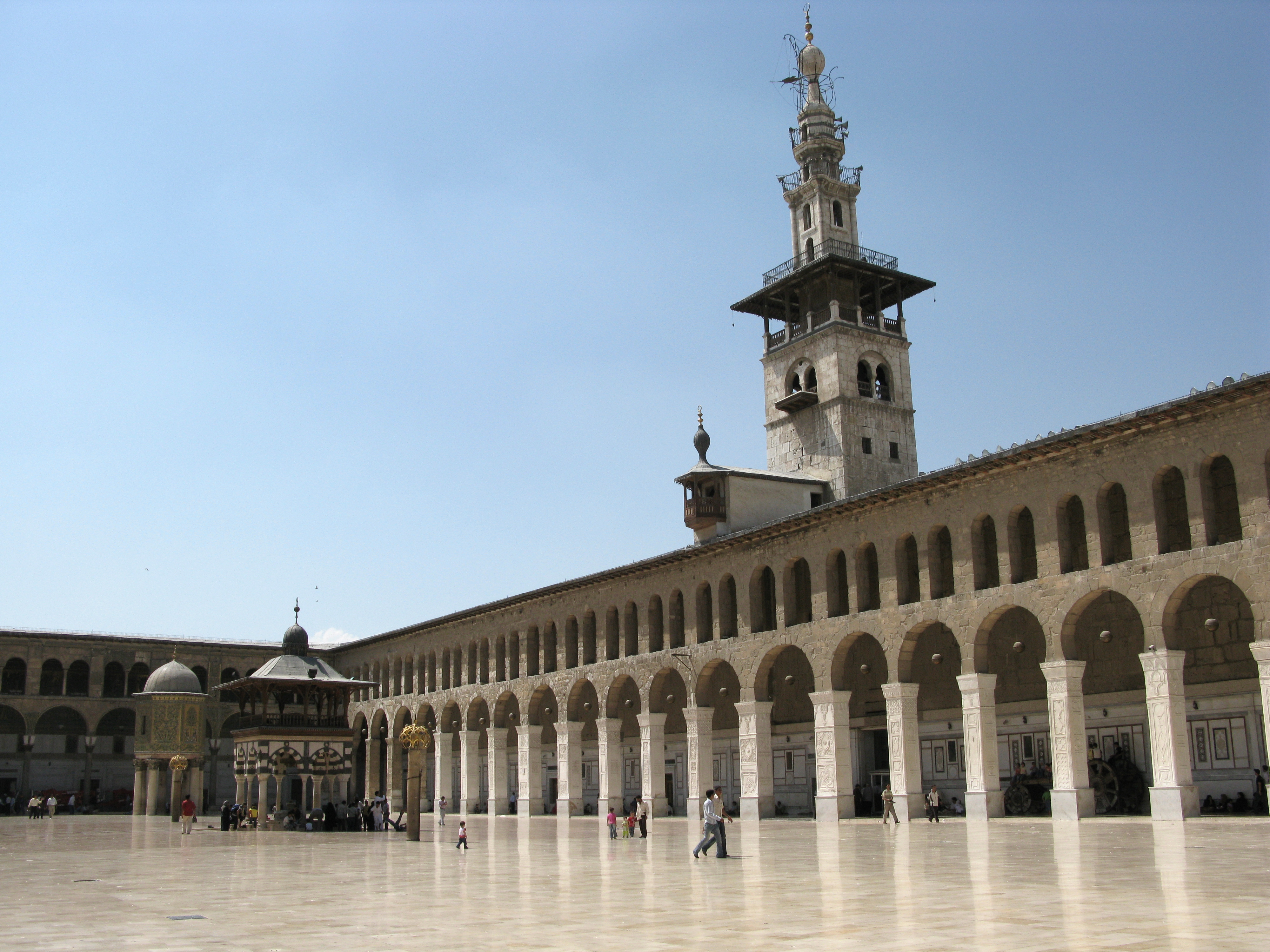
Moschea degli Omayyadi a Damasco.

Sotto gli Omayyadi, l'architettura religiosa e civile si sviluppa con la messa in opera di nuovi concetti e di nuovi piani. Così, la pianta araba, con cortile e sala di preghiera ipostila, diventa veramente una pianta tipo a partire dalla costruzione, nella posizione più sacra della città di Damasco — sull'antico tempio di Giove e al posto della basilica di San Giovanni Battista — della Moschea degli Omayyadi. Questo importante edificio servirà da riferimento ai costruttori (e agli storici dell'arte) per la nascita della pianta araba. Nondimeno, i recenti lavori di Myriam Rosen-Ayalon sembrano indicare che la pianta araba sia nata un po' prima, con la prima costruzione in muratura della moschea al-Aqsa a Gerusalemme.
La Cupola della Roccia a Gerusalemme è senza dubbio uno degli edifici più importanti di tutta l'architettura islamica, segnato da una forte influenza bizantina (mosaico a fondo d'oro, pianta centrata che richiama quella del Santo Sepolcro) ma comportante già elementi puramente islamici come il grande fregio d'iscrizione. Il suo modello non si è pertanto diffuso, e quello che Oleg Grabar considera come "il primo monumento che si credette una creazione estetica superiore dell'Islam" è rimasto senza posterità.
I Castelli del deserto della Palestina ci offrono numerose informazioni sull'architettura civile e militare, ancorché la loro funzione esatta sia sottoposta a cautela: caravanserragli, luoghi di villeggiatura, residenze fortificate, palazzi dalle mire ambiziose, che permettono l'incontro tra il califfo e le tribù nomadi? Gli specialisti stentano a pronunciarsi in modo netto, e sembra d'altra parte che il loro uso sia variato secondo il loro sito. Anjar era così una intera città, che ci informa su un tipo di urbanizzazione ancora molto vicino alla Roma antica, con cardo e decumano, come Ramla.
Oltre all'architettura, gli artigiani lavorano una ceramica, spesso non vetrinata, talvolta con vetrinatura monocroma trasparente verde o gialla, come pure il metallo. Resta molto difficile differenziare questi oggetti da quelli del periodo preislamico, riutilizzando gli artigiani elementi occidentali (fogliami vegetali, foglie d'acanto, ecc.) e sasanidi (motivi di ali che riprendono quelli dei caschi).
Nell'architettura come nelle arti mobiliari, gli artisti e gli artigiani omayyadi non inventano un vocabolario nuovo ma riutilizzano volentieri quello della tarda Antichità mediterranea e iraniana, che adattano alla loro concezione artistica sostituendo per esempio nella grande moschea di Damasco gli elementi figurativi dei mosaici bizantini che servono da modelli per alberi e città. I "Castelli del deserto" testimoniano particolarmente di questi prestiti. Mescolando le tradizioni e riadattando motivi ed elementi di architettura, creano a poco a poco un'arte tipicamente musulmana, palpabile notevolmente nell'estetica dell'arabesco, presente tanto sui monumenti quanto sugli oggetti o nei Corani miniati.

#### L'arte abbaside

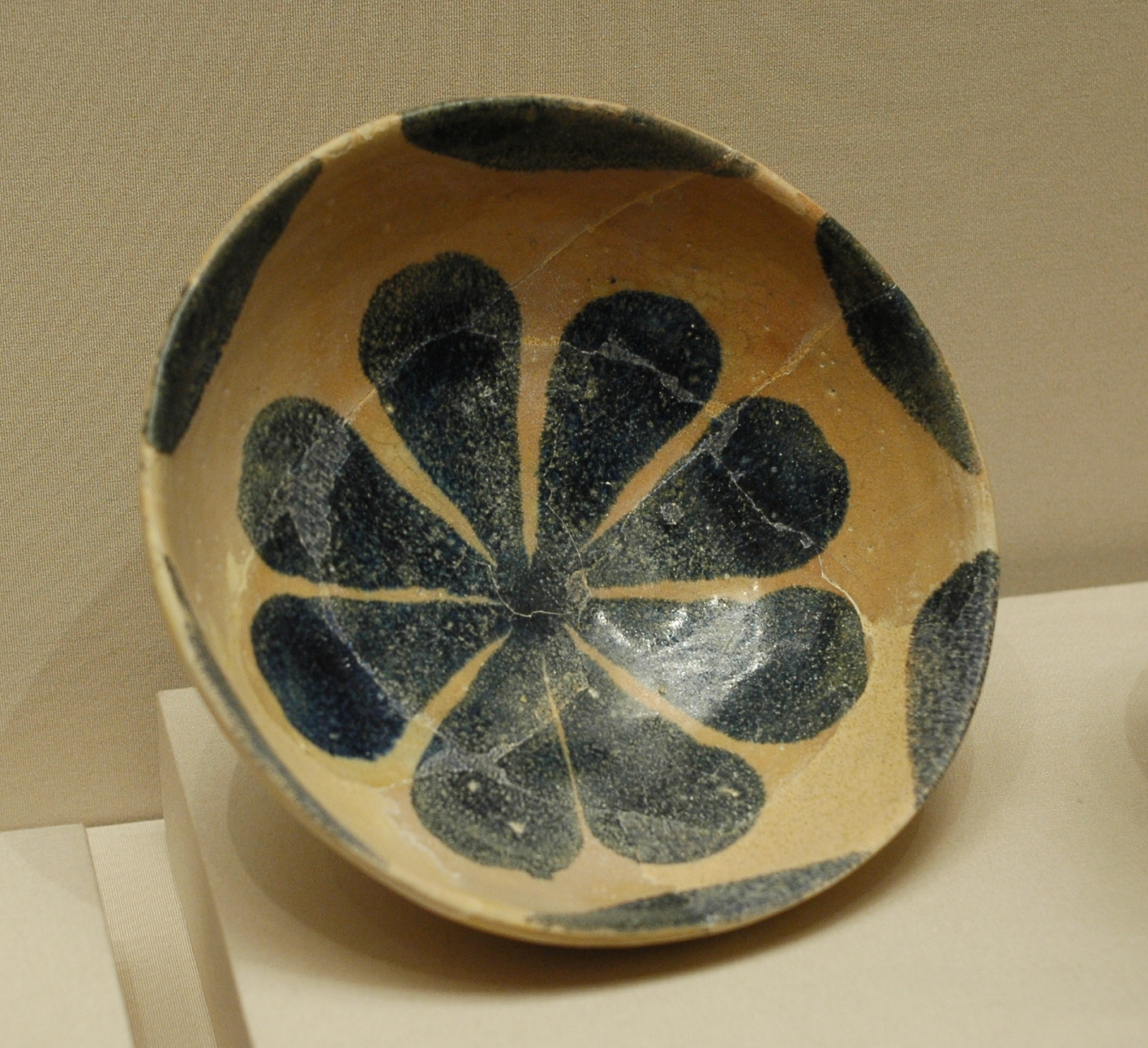
Coppa con rosone, VIII–IX secolo, Iran.

Con lo spostamento dei centri di potere verso l'est, due città che fungono successivamente da capitali salgono alla ribalta: Baghdad e Samarra in Iraq. La città di Baghdad non ha potuto essere scavata, perché è ricoperta dalle case contemporanee. La si conosce attraverso varie fonti, che la descrivono come una città rotonda, al centro della quale si innalzano grandi moschee e palazzi. Quanto a Samarra, essa è stata oggetto di varie campagne di scavi, in particolare da parte di Ernst Herzfeld e, più recentemente, Alastair Northedge. Creata quasi dal nulla da al-Mu'tasim nell'836, si estende su una trentina di chilometri, e comprende al tempo stesso numerosi palazzi, due grandi moschee e accasermamenti. Abbandonata definitivamente alla morte di al-Mutamid nell'892, offre una base cronologica affidabile.
Samarra ha fornito un gran numero di arredi, in particolare stucchi che servivano da decoro architettonico, e i cui motivi permettono più o meno la datazione degli edifici e si ritrovano nell'arte mobiliera dall'Egitto tulunide fino in Iran, particolarmente nel legno.

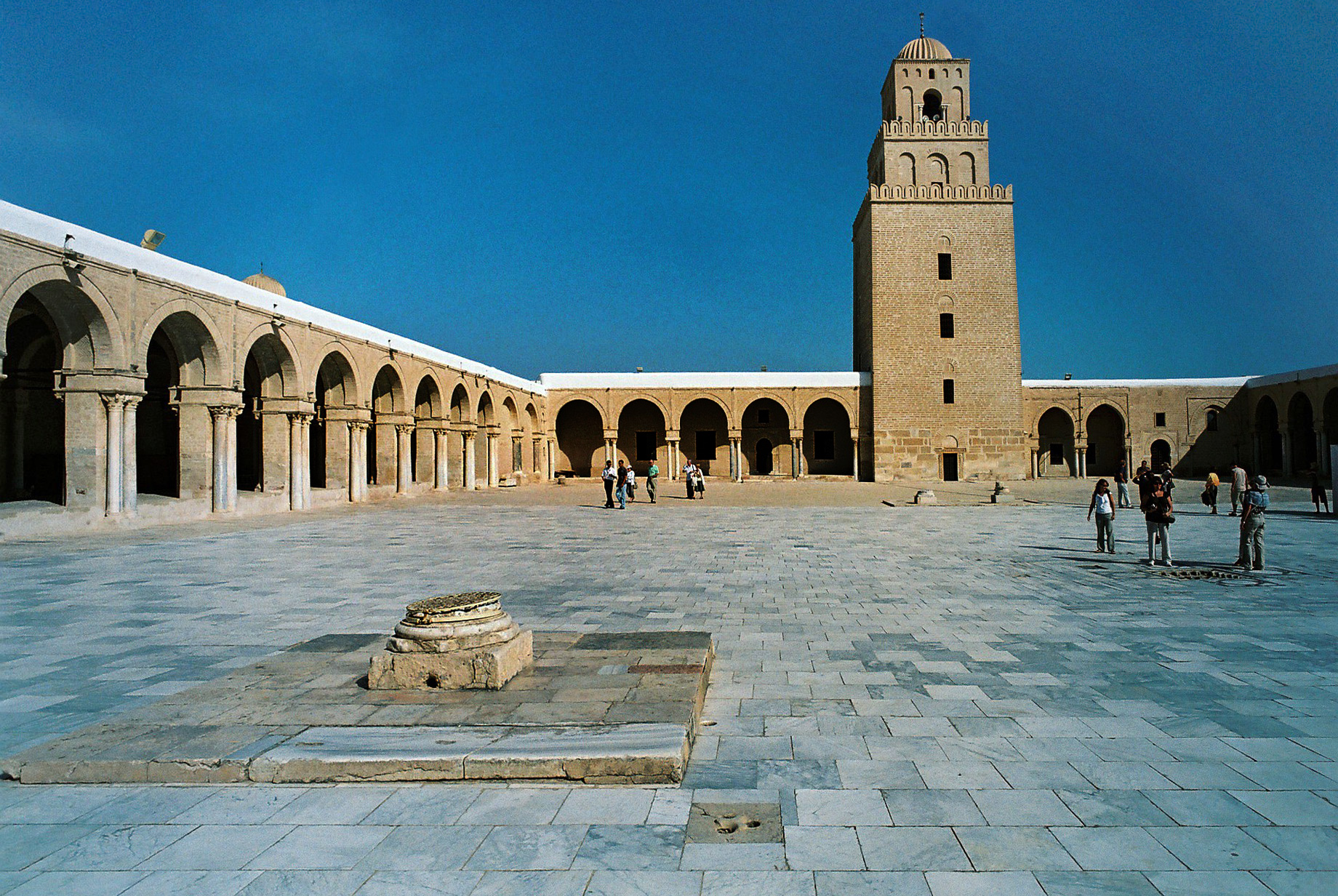
Grande moschea di Qayrawan, architettura e decorazione dell'XI secolo, Qayrawan, Tunisia.

Quanto all'arte della ceramica, essa conosce due importanti innovazioni: l'invenzione della maiolica (o faenza) e quella della lustro metallico che si ritroveranno per molto tempo dopo la scomparsa della dinastia..
Nell'arte islamica, si denomina "maiolica" una ceramica a pasta argillosa, coperta di una vertinatura opacizzata all'ossido di stagno, e decorata sulla vetrinatura stessa. Le imitazioni di porcellane cinesi si moltiplicano allora, grazie all'ossido di cobalto, utilizzato a partire dall'VIII secolo a Susa e che permette decori azzurri e bianchi. Il repertorio di motivi resta abbastanza ristretto: motivi vegetali, epigrafie.
Quanto al lustro metallico, esso sarebbe nato nel IX secolo, forse mediante trasposizione in ceramica di un prodotto già esistente. La cronologia di questa invenzione, e dei primi secoli, è molto delicata e dà luogo a molteplici controversie. I primi lustri sarebbero policromi, totalmente aniconici, poi diventerebbero figurativi e monocromi e, a partire dal X secolo, se si crede all'opinione ammessa il più correntemente, che si basa in parte sul miḥrāb della moschea di Qayrawan.
Vetro, trasparente od opaco, è ugualmente prodotto, decorato mediante soffiatura in un stampo, o aggiunte di elementi. Si conoscono vari esempi di vetri tagliati, il più famoso dei quali è senza la tazza con le lepri, conservata nel tesoro di San Marco di Venezia, e decori architettonici in questo materiale sono stati portati alla luce a Samarra.

### Il periodo medievale (IX–XV secolo)
A partire dal IX secolo, il potere abbaside è contestato nelle province più remote dal centro iracheno. È la creazione di un califfato sciita rivale, quello dei Fatimidi, seguito da quello degli Omayyadi di Spagna, che dà corpo a questa opposizione mentre piccole dinastie di governatori autonomi vedono la luce in Iran.

#### Spagna e Maghreb

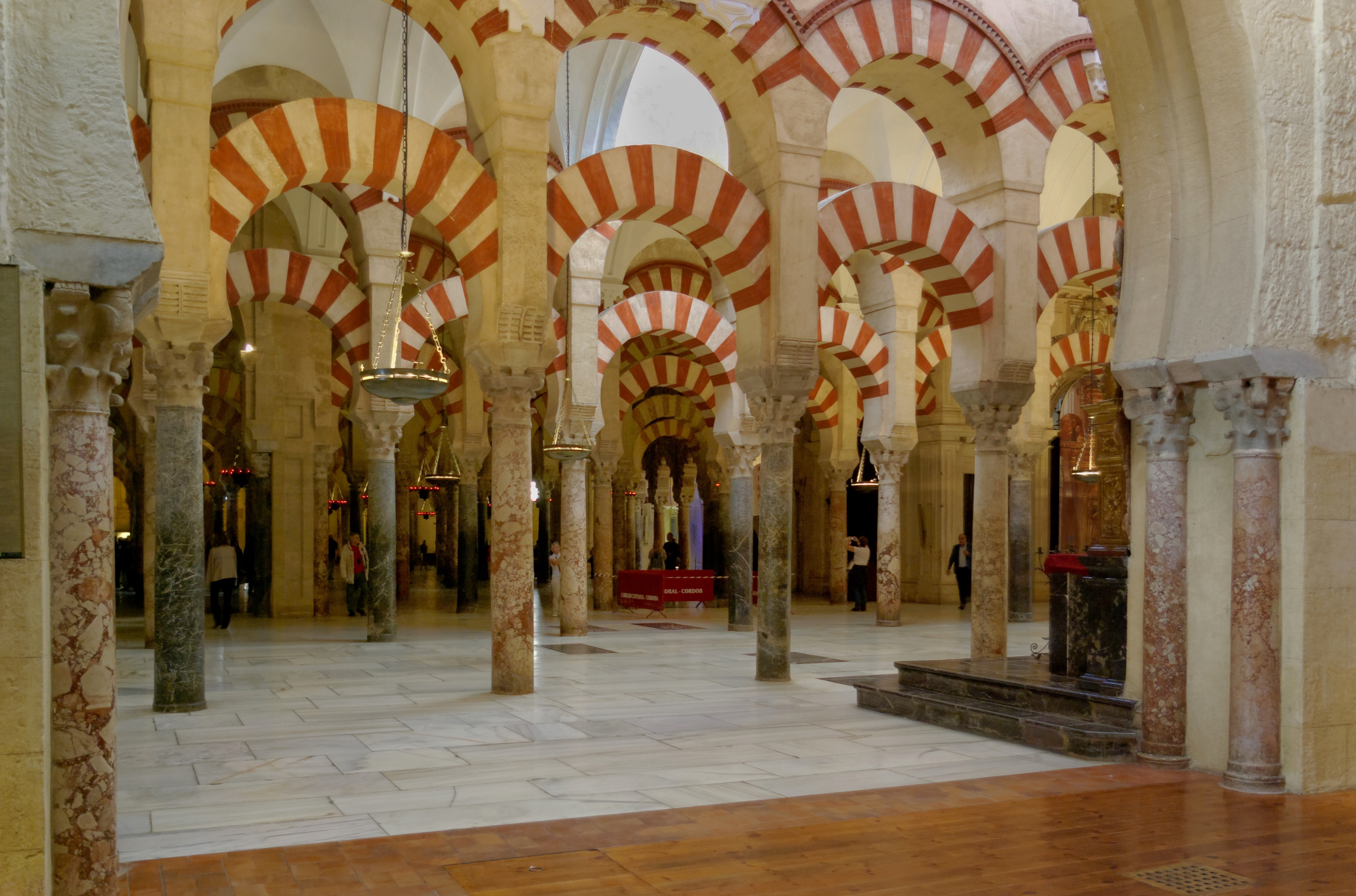
Grande moschea di Cordova, sala di preghiera.

La prima dinastia che si installa in Spagna (o al-Andalus) è quella degli Omayyadi di Spagna. Come indica il suo nome, questa stirpe discende da quella dei grandi Omayyadi di Siria, decimata nel IX secolo. Essa è sostituita dopo la sua caduta da diversi regni autonomi, i Re delle taife (1031–1091), ma la produzione artistica in questo periodo non differisce fondamentalmente dopo questo cambiamento politico. Alla fine dell'XI secolo, due tribù berbere si mettono successivamente alla testa del Maghreb e della Spagna, allora in piena Reconquista: gli Almoravidi e gli Almohadi, che apportano influenze maghrebine nell'arte. Ciononostante, conquistata poco a poco dai re cristiani, la Spagna islamica finisce, nel XIV secolo, per ridursi alla sola città di Granada con la dinastia nasride (1238) che riesce a mantenersi fino al 1492..

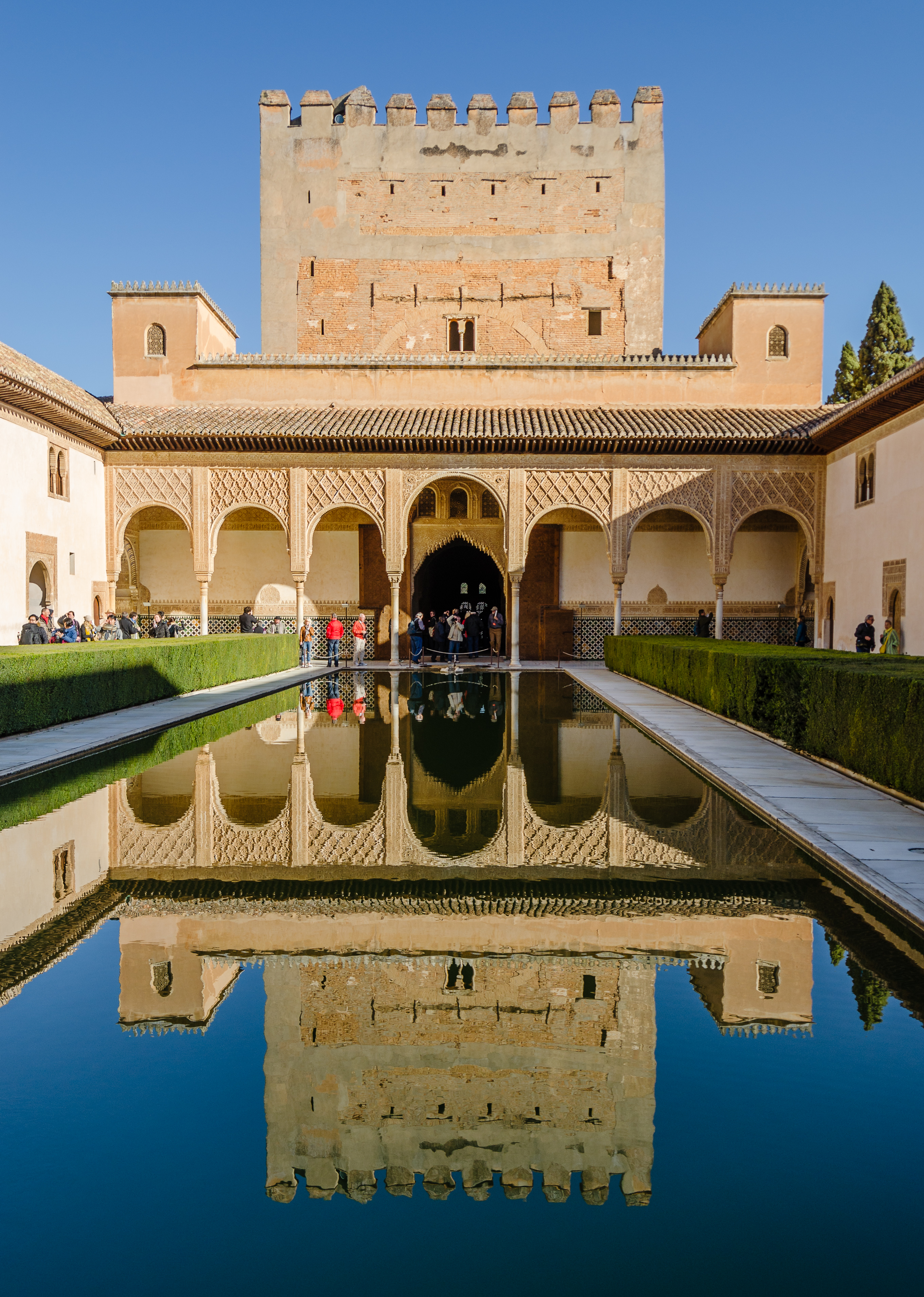
Il patio de los Arrayanes dell'Alhambra di Granada.

Nel Maghreb, sono gli Hafsidi (1230), gli Zayyanidi, ovvero Abdelwadidi (1235) e i Merinidi (1258) che riprendono la fiaccola almohade. I Merinidi, dalla loro capitale di Fès, partecipano a numerose spedizioni militari tanto in Spagna quanto in Tunisia da cui non possono però sloggiare gli Hafsidi, una dinastia solidamente insediata. Gli Zayyanidi ebbero intensi scambi con il Sultanato di Granada, firmando così alleanze contro la Corona d'Aragona e i Merinidi. I Merinidi vedono il loro potere diminuire a partire dal XV secolo e sono definitivamente sostituiti dagli Sceriffi nel 1549. Quanto agli Hafsidi, essi subiscono la conquista dei Turchi Ottomani nel 1574.
L'al-Andalus è un luogo di grande cultura nel periodo medievale. Oltre a grandi università come quella di Averroè che permettono la diffusione di filosofie e di scienze sconosciute al mondo occidentale, questo territorio è ugualmente molto fecondo per l'arte. Si pensa evidentemente, in architettura, alla Grande moschea di Cordova, ma essa non deve occultare altre realizzazioni come il Bab Mardum di Toledo o la città califfale di Madinat al-Zahra'. All'altra estremità del periodo, si trovano segnatamente i palazzi dell'Alhambra a Granata. Vari tratti caratterizzano l'architettura spagnola, le cui forme di archi, quelle a tutto sesto derivano da modelli visigoti ossia romani, ma quelle polilobate, ugualmente molto usitate, sembrano più tipiche del periodo islamico. Il trattamento del miḥrāb come un piccolo locale è ugualmente un tratto abbastanza caratteristico della Spagna.

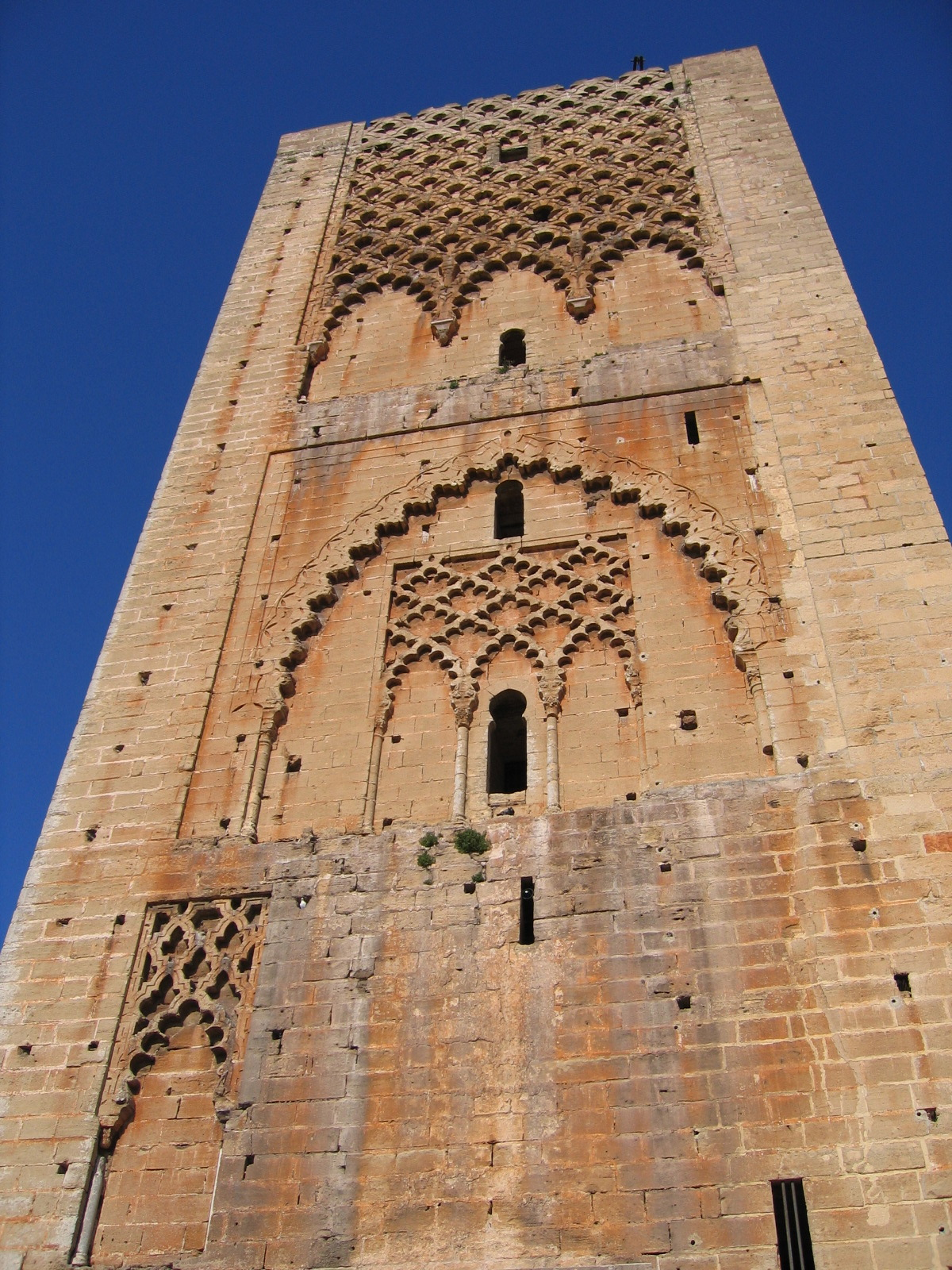
Torre di Hassan, Rabat, Marocco.

Tra le tecniche che sono impiegate allora per la confezione degli oggetti, l'avorio è molto utilizzato per la confezione di scatole e scrigni. La Pisside di al-Mughira è un capolavoro, che presenta numerose scene figurative con l'iconografia difficile da interpretare.
Grandi tutto tondi, abitualmente piuttosto rari in terra d'Islam,, vedono ugualmente la luce. In metallo, fungono da acquamanili o da bocche di fontane; in pietra, sostengono ad esempio la fontana con i leoni dell'Alhambra.
I tessuti, segnatamente sete, sono in gran parte esportati; se ne ritrovano molti nei tesori di chiese occidentali, che avvolgono dei personaggi santi. In ceramica, le "tecniche tradizionali" sono padroneggiate, in particolare il lustro metallico, utilizzato su piastrelle, o nella serie dei vasi dell'Alhambra. A partire dal regno delle dinastie maghrebine, si nota anche un gusto per il lavoro del legno, scolpito e dipinto: il minbar della Moschea della Koutoubia a Marrakech, datata al 1137, ne è uno dei migliori esempi.
L'architettura del Nordafrica è abbastanza misconosciuta per mancanza di ricerche dalla decolonizzazione. Le dinastie almoravide e almohade, che importano novità in Spagna, si caratterizzano per una ricerca di austerità che traspariva ad esempio nelle moschee dalle mura nude. Le dinastie merinide e hafside patrocinano un'architettura importante, ma molto misconosciuta e un rimarchevole lavoro sul legno dipinto, scolpito e incrostato.

#### Egitto e Siria

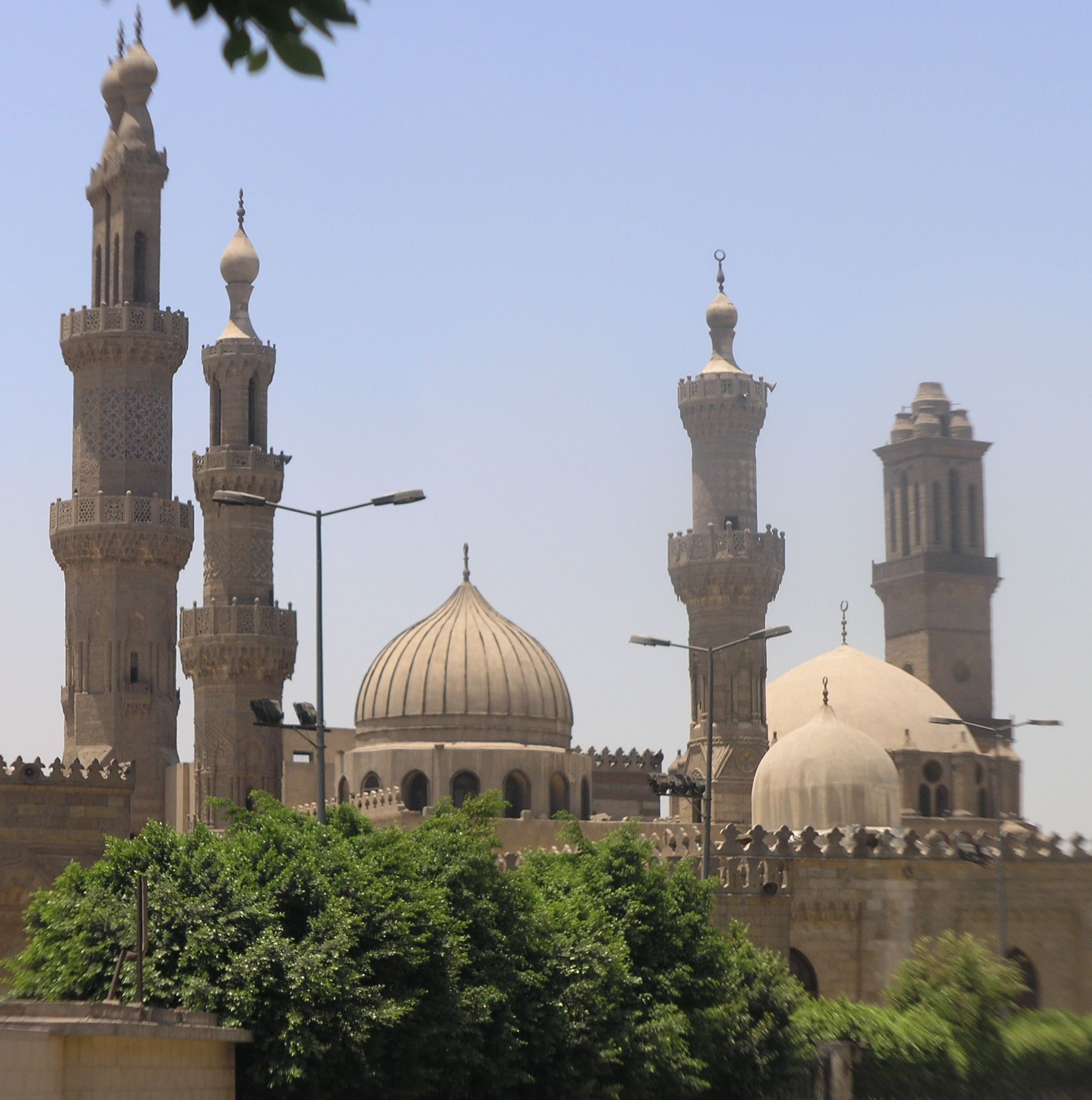
Moschea di al-Azhar.

Regnando in Egitto tra il 909 e il 1171, la dinastia fatimide è una delle rare sciite del mondo islamico. Nata a Ifriqiya nel 909, essa arriva in Egitto nel 969, dove fonda la città califfale del Cairo, a nord di Al-Fustat, che resta un grande centro economico. La dinastia dà origine a un'importante architettura religiosa e profana, di cui sussistono in particolare le moschee al-Azhar e al-Hakim, come pure le muraglie del Cairo realizzate dal visir Badr al-Jamali. Essa è anche all'origine di una ricca produzione di oggetti d'arte nei materiali più diversi: legno, avorio, ceramica lustrata e dipinta sotto vetrinatura, oreficeria, metalli incrostati, vetri opachi e, soprattutto, cristallo di roccia. Numerosi artigiani sono allora cristiani, copti, come testimoniano le numerose opere con iconografia cristiana. Queste costituiscono d'altra parte la maggioranza religiosa sotto il regno particolarmente tollerante dei Fatimidi. L'arte si caratterizza per una iconografia ricca, che sfrutta molto la figura umana e animale, in rappresentazioni animate, che hanno la tendanza a liberarsi degli elementi puramente decorativi, come gli ocelli nella ceramica lustrata. Essa si arricchisce, tanto tecnicamente quanto stilisticamente, mediante i suoi contatti commerciali con le culture del bacino mediterraneo, e in particolare Bisanzio. La dinastia fatimide è peraltro una delle sole che dà luogo a una scultura a tutto tondo, spesso in bronzo.
Nello stesso momento, in Siria, gli atabeg, vale a dire i governatori arabi dei principi selgiuchidi, si arrogano il potere. Molto indipendenti, giocano sulle inimicizie tra i principi turchi e supportano in gran parte l'installazione dei crociati franchi. Nel 1171, Saladino s'impadronisce dell'Egitto fatimide, mettendo sul trono egiziano un'effimera dinastia ayyubide. Questo periodo non è molto fausto per l'architettura, il che non impedisce il rifacimento e il miglioramento delle difese della città del Cairo. La produzione di oggetti di valore non si interrompe per questo. La ceramica lustrata o dipinta sotto vetrinatura, e il metallo incrostato di grande qualità continuano a essere prodotti e il vetro smaltato fa la sua apparizione a partire dall'ultimo quarto del XII secolo, particolarmente in una serie di bicchieri e di bottiglie.

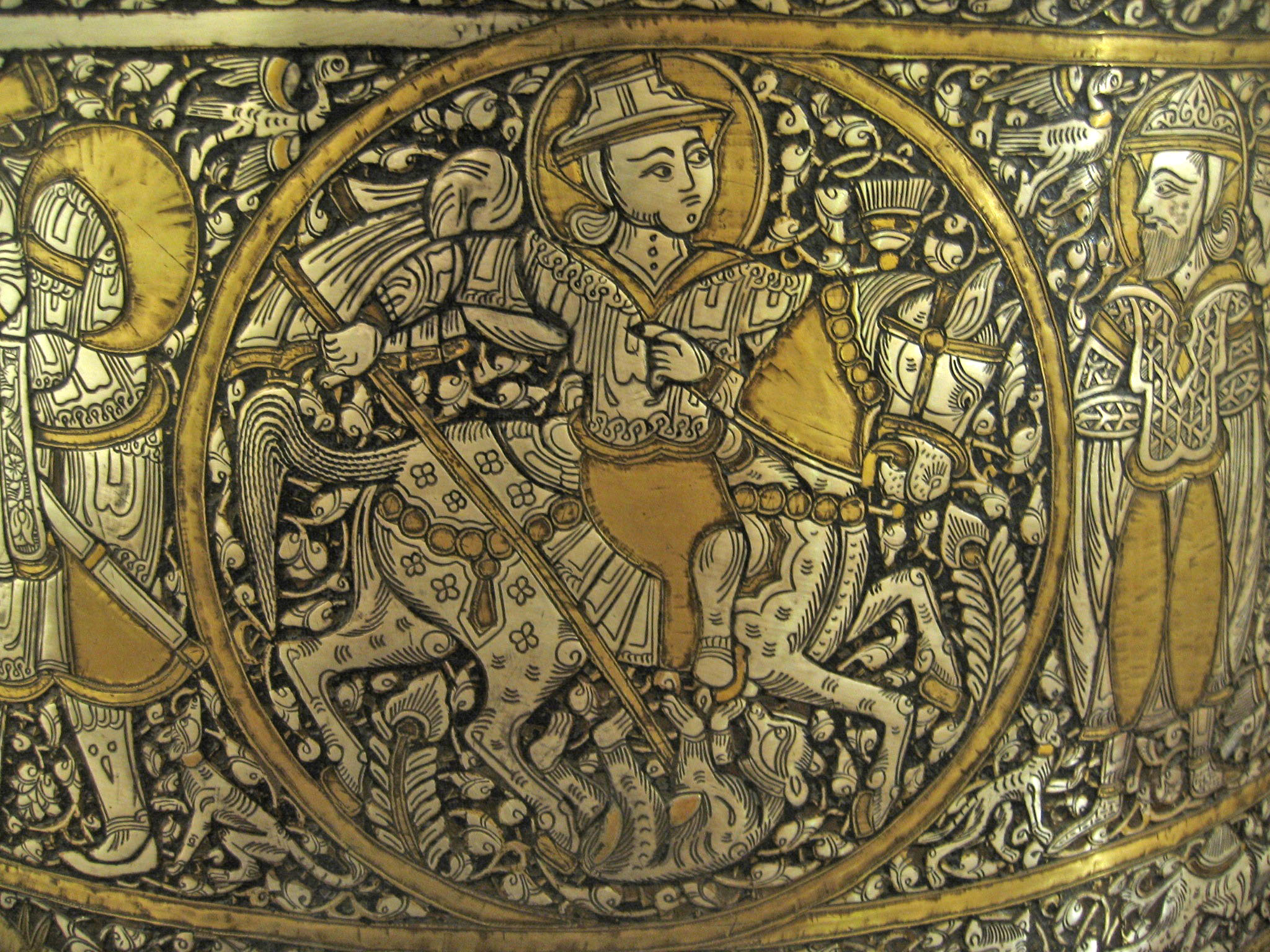
Battistero di San Luigi, arte mamelucca, inizio XIV secolo.

I Mamelucchi prendono il potere agli Ayyubidi d'Egitto nel 1250 e giungono nel 1261 ad imporsi in Siria, sconfiggendo i Mongoli. Non si tratta propriamente di parlare di una dinastia, dato che i sovrani non regnano di padre in figlio: in effetti, i Mamelucchi sono schiavi turchi emancipati che si passano (in teoria) il potere tra compagni di emancipazione. Questo governo paradossale durerà quasi tre secoli, fino al 1517, e darà luogo ad un'architettura di pietra feconda, composta da grandi complessi sultaniali o emiratici, in particolare al Cairo. La decorazione è realizzata in generale mediante incrostazioni di pietre di colori diversi, secondo la tecnica dell'ablaq, come pure con un importante lavoro sul legno, intarsiato con motivi geometrici a raggiera. Il mecenatismo si porta anche sul vetro smaltato e, soprattutto, sul metallo incrostato: è a questo periodo che risale il Battistero di san Luigi, uno degli oggetti islamici più famosi, firmato dall'ottonaio Muhammad ibn al-Zayn.

#### Iran ed Asia Centrale

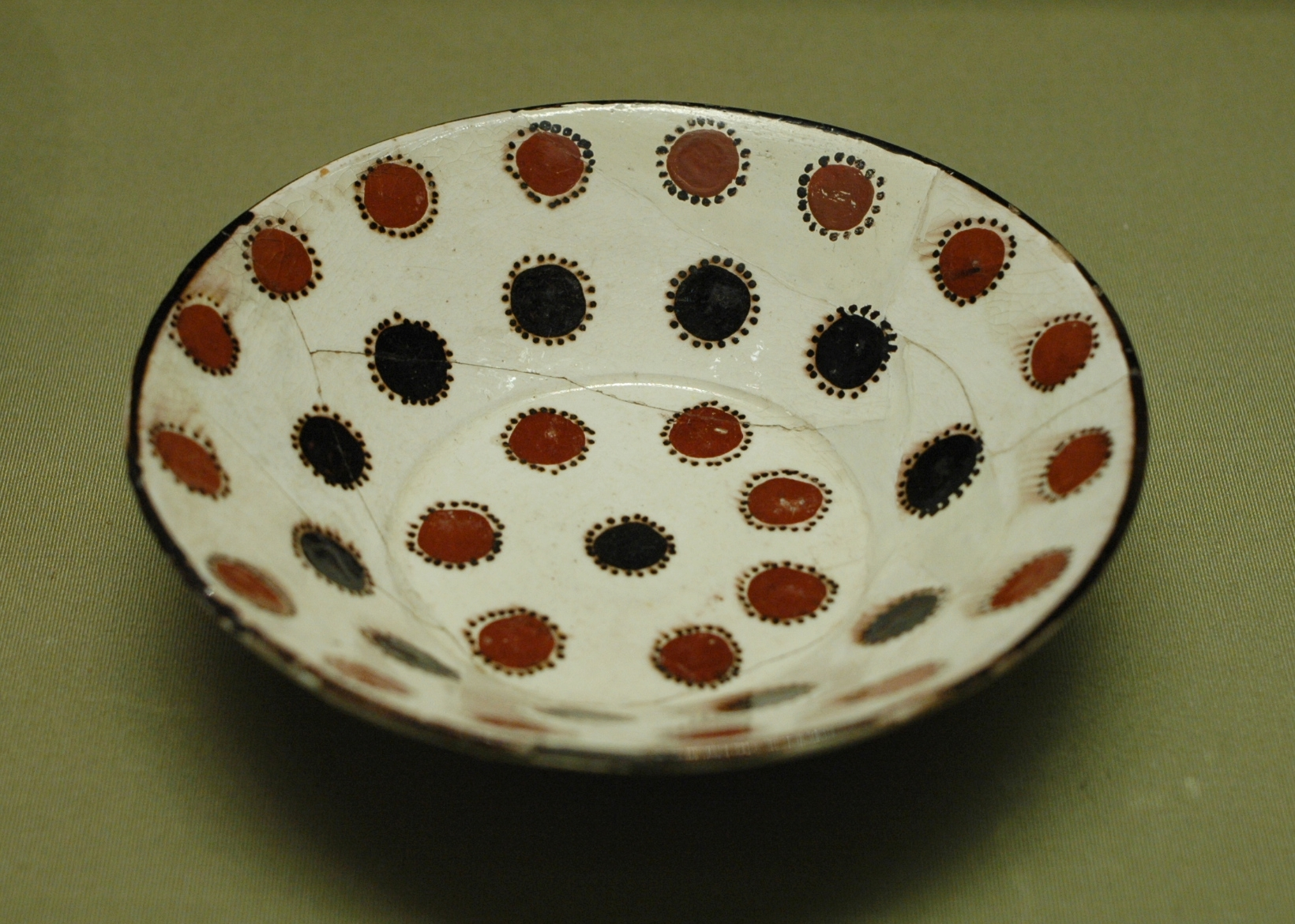
Coppa con decorazione a ingobbio su ingobbio sotto vetrinatura, XI–XIII secolo, Louvre.

In Iran e nel Nord dell'India, sono i Tahiridi, i Samanidi, i Ghaznavidi e i Ghuridi che si disputano il potere nel X secolo. L'arte è allora un mezzo essenziale per affermarsi rispetto al proprio vicino. Sono create grandi città come Nishapur o Ghazni e vede la luce la versione attuale della Grande moschea di Isfahan. Si sviluppa l'architettura funeraria, mentre i vasai creano pezzi assai diversi gli uni dagli altri con decorazioni caleidoscopiche su fondo giallo, decorazioni marezzate, vale a dire costituiti da colori di vetrinature colorate, o ancora da ingobbio su ingobbio sotto vetrinatura.
Nomadi di origine turca (vale a dire dell'Asia centrale, anticamente Turkestan), i Selgiuchidi irrompono nel mondo musulmano verso al fine del X secolo. Si impadroniscono di Baghdad nel 1048 e si estendono nel 1194 in Iran, benché la produzione di oggetti eponimi risalga alla fine del XIII secolo e sia stata dunque realizzata per sovrani indipendenti, più piccoli. È sotto i Selgiuchidi che appare per la prima volta la pianta iraniana. La tecnica dell'haftrang in ceramica su paste silicee e le incrostazioni di metalli preziosi negli oggetti in bronzo sono ugualmente riportati in voga da artigiani di questo periodo.
Nel XIII secolo, una nuova ondata di invasori provenienti dall'Asia centrale si abbatte sul mondo islamico, risalendo fino alle porte di Vienna: sono i Mongoli sotto la guida dal loro capo Gengis Khan. Alla morte di costui, il suo impero è diviso tra i suoi figli e si creano vari rami: in Cina la dinastia degli Yuan, in Iran quella degli Hulagidi o Ilkhanidi, mentre nel Nord dell'Iran si trovano i nomadi del Khanato dell'Orda d'Oro.

##### GliIlkhanidi

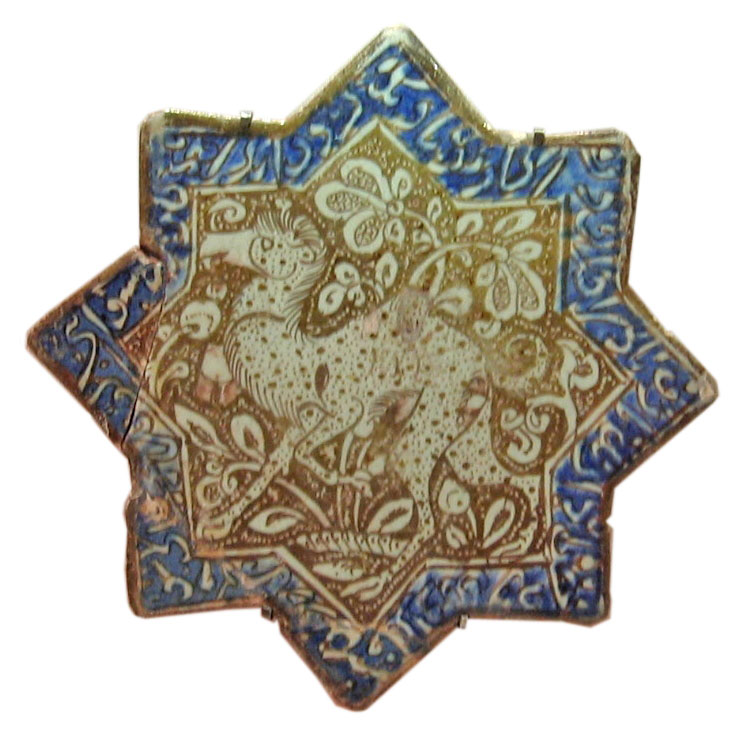
Mattonella lustrata con cammello, Iran, XIV secolo, Louvre.

Sotto questi "piccoli khan", in origine sottomessi all'imperatore Yuan ma rapidamente indipendenti, si sviluppa una ricca civiltà. L'attività architettonica s'intensifica via via che i Mongoli diventano stanziali e resta più o meno segnata dalle tradizioni dei nomadi, il che è provato dall'orientamento nord-sud degli edifici. Si nota tuttavia un'importante persianizzazione e la ripresa di modelli già stabiliti come la pianta iraniana. La tomba di Öljeitü a Soltaniyeh è uno dei monumenti più grandi e più impressionanti dell'Iran, ma purtroppo sono da lamentare numerose distruzioni. È anche sotto questa dinastia che nasce l'arte del libro persiano attraverso grandi manoscritti come i Jami' al-tawarikh ordinati dal visir Rashid al-Din. Nuove tecniche appaiono nella ceramica, particolarmente quella del lajvardina, e si notano influenze cinesi in tutte le arti.

##### L'Orda d'Oro

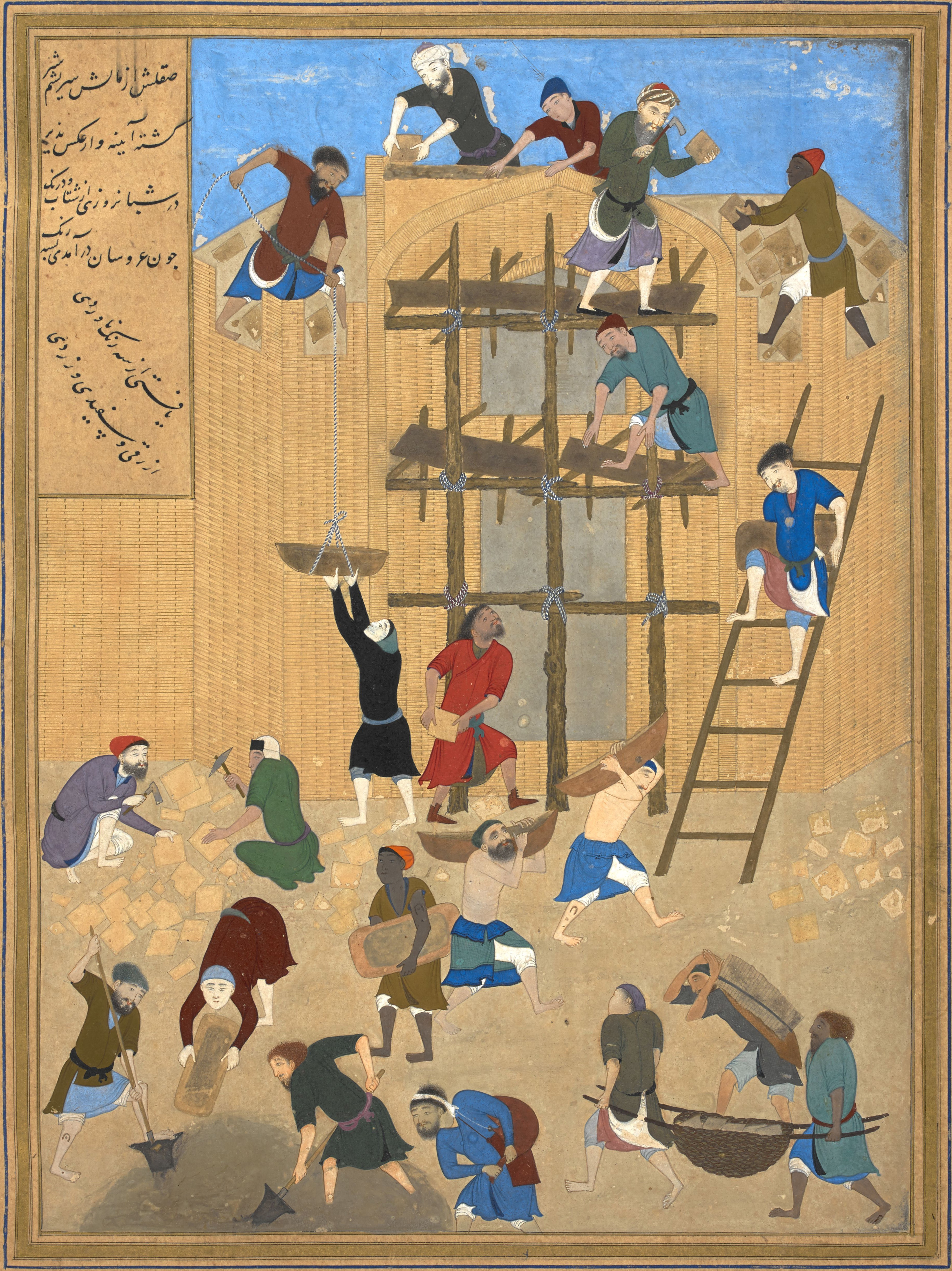
La costruzione di un muro, di Behzad.

L'arte di questi nomadi è estremamente poco conosciuta. Gli studiosi, che cominciano appena ad interessarsene, hanno scoperto che in queste regioni esistevano un'urbanistica e un'architettura. Si sviluppa ugualmente un'importante oreficeria la maggior parte dei cui pezzi mostrano una forte influenza cinese. Conservati all'Ermitage di San Pietroburgo, cominciano solo ora ad essere studiati.
È una terza invasione di nomadi, quella delle truppe di Tamerlano, che fonda il terzo grande periodo medievale iraniano: quello dei Timuridi. Lo sviluppo di questa dinastia nel XV secolo darà luogo all'apogeo dell'arte del libro persiano, segnatamente con pittori come Behzad, e numerosi laboratori e mecenati. L'architettura e l'urbanistica persiana, in particolare attraverso i monumenti di Samarcanda, conoscono ugualmente un'età aurea. Le decorazioni di ceramica, le volte delle muqarnas sono particolarmente impressionanti. Si nota una forte influenza dell'arte del libro persiano e della Cina in tutti gli altri campi. È in parte il periodo timuride che dà la sua coesione all'arte persiana permettendo più tardi il suo sviluppo nel grande impero safavide.

#### Anatolia
Continuando sul loro slancio, i Turchi selgiuchidi proseguono le loro conquiste fino in Anatolia. Dopo la battaglia di Manzicerta nel 1071, essi costituiscono un sultanato indipendente da quello dei loro cugini iraniani. Il loro potere sembra estendersi a partire dal 1243 dopo le invasioni mongole, ma monete a loro nome sono coniate fino al 1304. L'architettura e gli oggetti sintetizzano diversi stili, tanto iraniani quanto siriani, rendendo spesso difficili le attribuzioni. L'incisione su legno è un'arte di grande importanza e si conosce un unico manoscritto illustrato risalente a quest'epoca.
I Turkmeni, che conducono una vita nomade nella regione del Lago di Van, sono molto poco conosciuti. A loro si devono tuttavia varie moschee come la Moschea blu di Tabriz ed essi avranno un'influenza decisiva tanto in Anatolia dopo la caduta dei Selgiuchidi di Rum quanto in Iran, durante la dinastia timuride. In effetti, a partire dal XIII secolo, l'Anatolia è dominata da piccole dinastie turcmene che si insediano, appropriandosi progressivamente del territorio bizantino. A poco a poco, emerge una dinastia: quella degli Ottomani, che è chiamata "primi Ottomani" prima del 1453. Il mecenatismo si esercita allora principalmente nell'architettura dove si registra una ricerca sull'unificazione dello spazio mediante l'impiego di cupole. Anche in ceramica sono poste le basi di quella che diventerà l'arte ottomana propriamente detta con la "ceramica di Mileto" ed i primi tappeti anatolici blu e bianchi.

#### India

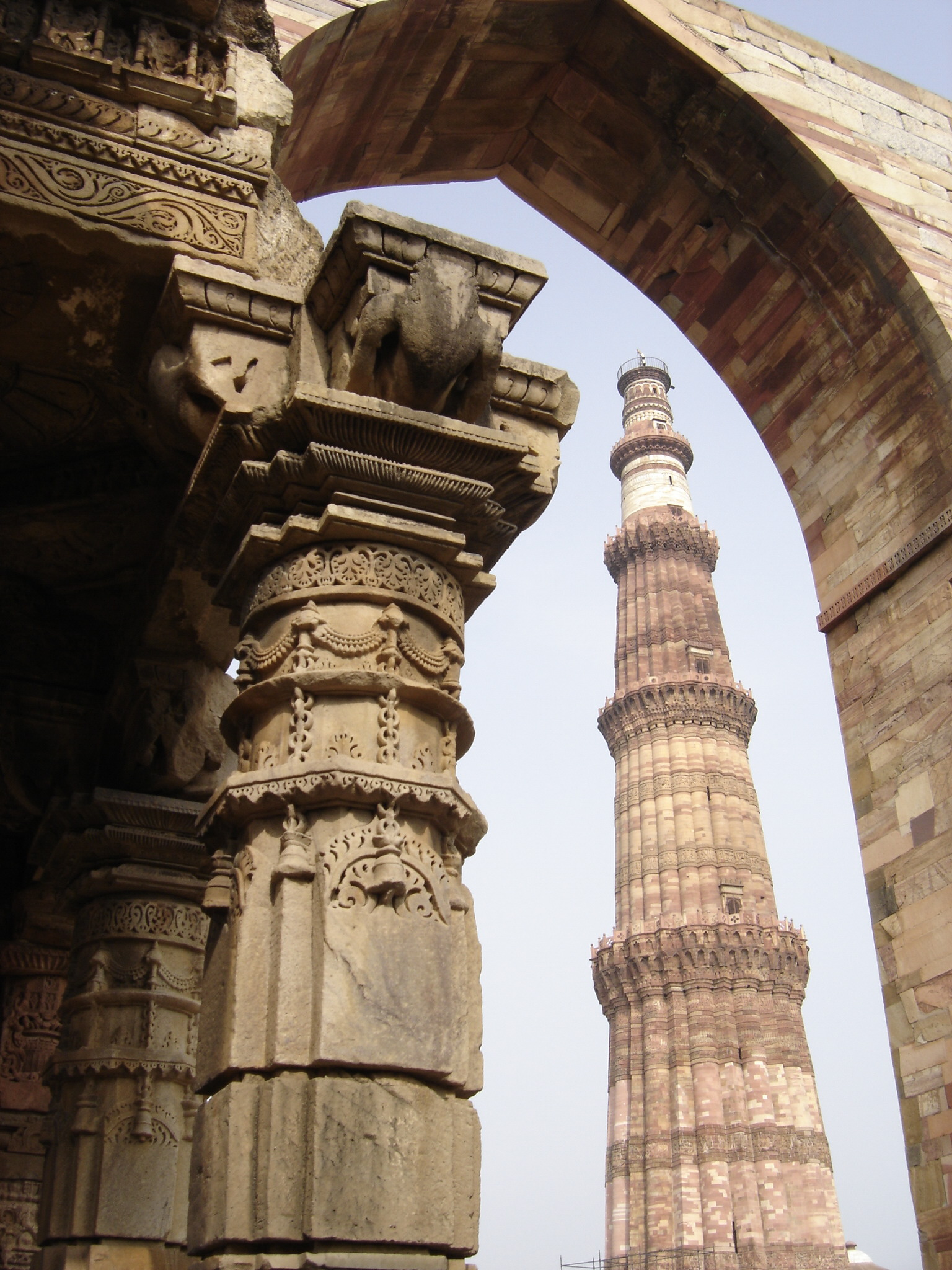
Moschea Quwwat al-Islam, Delhi.

L'India, conquistata dai Ghaznavidi e dai Ghuridi nel IX secolo, diventa autonoma solo a partire dal 1206 quando i Muizzi, o re-schiavi, prendono il potere, segnando la nascita del Sultanato di Delhi. Più tardi, altri sultanati concorrenti vedono la luce nel Bengala, nel Cashmere, nel Gujarat, a Jaunpur, nel Malwa e nel Nord del Deccan (Bahmanidi). Essi si allontanano a poco a poco dalle tradizioni persiane, dando origine ad un'architettura e ad un'urbanistica originali che si colorano di sincretismo con l'arte indù. La produzione di oggetti non è quasi studiata in questo periodo, ma si conosce un'importante arte del libro. Il periodo dei sultanati si conclude con l'arrivo dei Moghul che si impadroniscono a poco a poco di tutta la regione.

### I tre imperi (XV - XIX secolo)

#### Ottomani
L'Impero ottomano, nato nel XIV secolo, proseguirà fino all'indomani della prima guerra mondiale. Molto esteso nel tempo e nello spazio, questo impero possiede un'arte prolifica: al tempo stesso un'architettura feconda, una produzione di massa di ceramiche (le ceramiche di İznik in particolare), un'importante attività gioielliera e un'arte del libro eccezionale dalle molteplici influenze. Numerosi scambi con i paesi orientali (Iran, Cina), ma soprattutto occidentali, particolarmente Venezia, hanno luogo in quest'epoca.
La pianta ottomana delle moschee è al tempo stesso ispirata alla pianta della chiesa di Santa Sofia che i musulmani scoprono a Costantinopoli (Istanbul) dopo la conquista della città da parte di Maometto II e alle ricerche anteriori dei primi Ottomani. occorre segnalare in particolare la figura dell'architetto Sinān, che visse estremamente a lungo (circa cento anni), e realizzò varie centinaia di edifici.
Nell'arte del libro, si possono segnalare i due libri delle feste creati, l'uno alla fine del XVI secolo, l'altro per il sultano Murad III, e che riportano numerose illustrazioni. Le miniature sono estremamente influenzate dall'Iran safavide, conosciuto dopo la presa di numerosi manufatti come bottino di guerra all'inizio del XVI secolo, e dall'arrivo di vari dipinti iraniani.
Gli Ottomani sono ugualmente i primi ad ottenere un rosso vivo, detto "rosso di Iznik", nella ceramica. L'apparizione di questo colore, molto particolare per il suo rilievo, interviene verso il 1557 come prova una lampada della Moschea di Solimano a Istanbul, conservata attualmente nel Victoria and Albert Museum di Londra.

#### Moghul

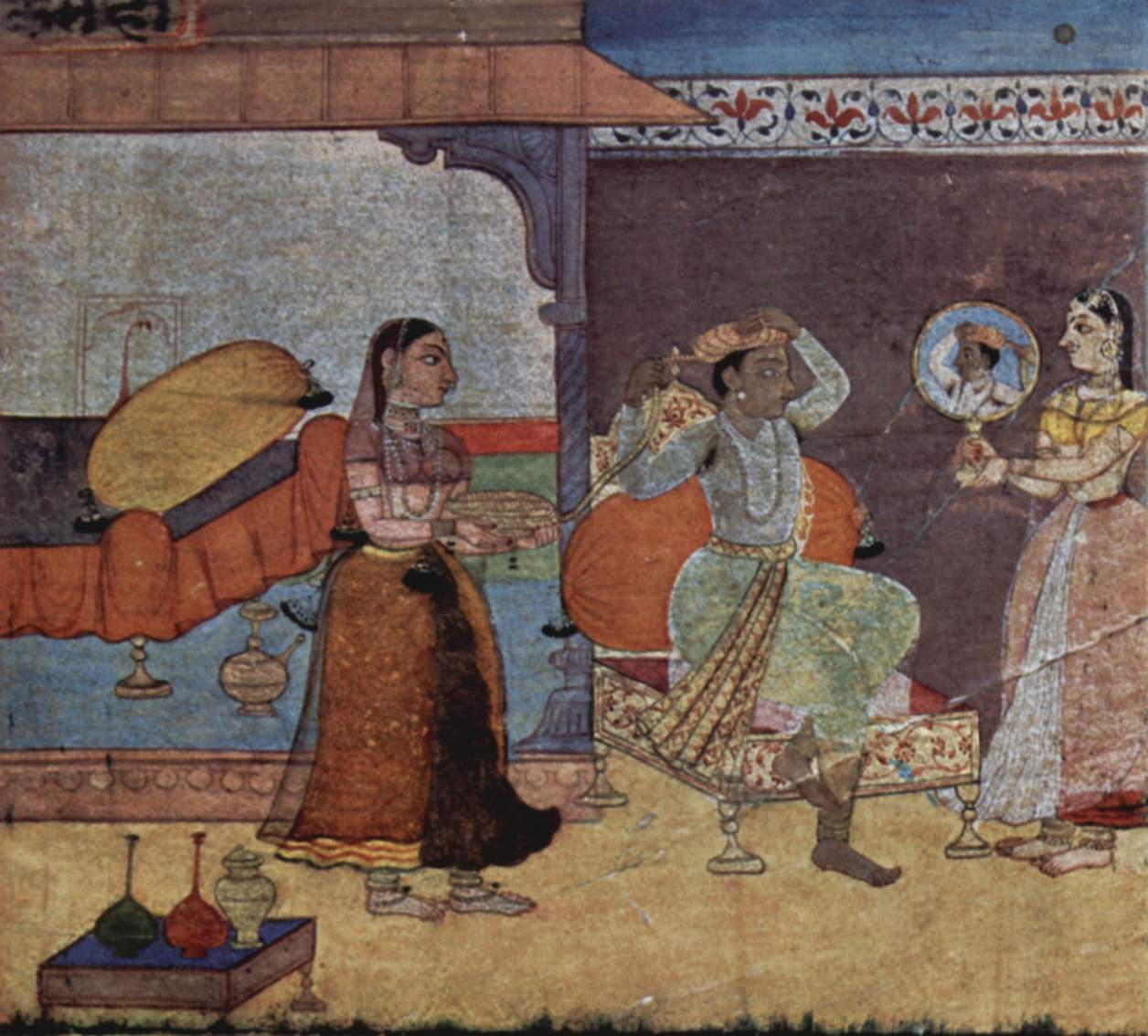
Manoscritto Rasikapriya, India, v. 1610–1615.

I Moghul regnano in India tra il 1526 ed il 1858, momento in cui i Britannici s'impadroniscono del paese per farne un protettorato.. L'architettura è messa in risalto con l'adozione definitiva della pianta moghul per le moschee, la creazione del celebre Taj Mahal e l'arte della gioielleria e la lavorazione delle pietre dure come la giada. In particolare sono realizzate varie serie di pugnali in pietra dura, come quelli con la testa di cavallo. La messa in opera di tecniche di oreficeria particolari, come il kundan, permette incrostazioni raffinate, come i rubini, gli smeraldi e i diamanti, che formano in generale motivi floreali.
Sotto il regno di Humayun, vede la luce un'arte del libro sotto la guida di artisti persiani che ritornano con lui dall'esilio. Ma si percepisce per la prima volta una forte influenza occidentale dovuta all'utilizzazione della prospettiva e all'ispirazione di incisioni europee. Si ritornavno ugualmente dei tratti indù, segnatamente nei centri provinciali.
si può segnalare anche l'invenzione del bidri, una tecnica che permette di creare pezzi di metallo, scatole da bétel, "sputacchiere", basi di pipe ad acqua (huqqa) con il fondo nero molto opaco, che contrastano con motivi brillanti d'argento e d'oro.

#### Safavidi e Qajar

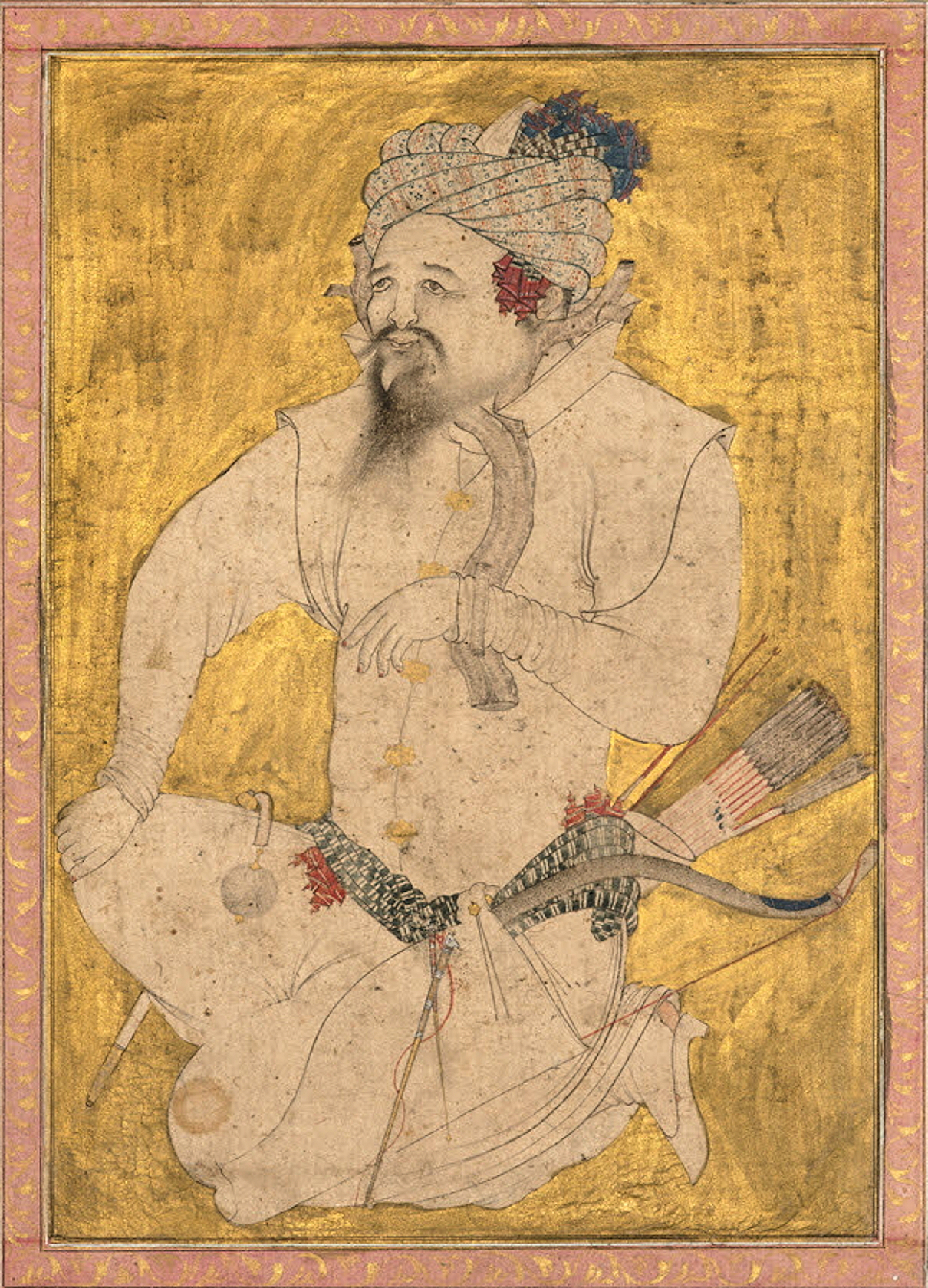
Prigioniero turkmeno, Iran, fine XVI secolo, Louvre.

L'Iran, tra i Moghul e gli Ottomani, resiste alla meno peggio con alla sua testa una dinastia di sciiti duodecimani che dura dal 1501 al 1786. L'arte safavide vede a poco a poco una forte evoluzione della ceramica e dell'arte del metallo che, a metà del XVI secolo, non è più incrostato di materie preziose ma di paste colorate. Alcuni studiosi parlano perfino di dedlino dell'arte del metallo nel XVI secolo. Le porcellane cinesi, molto apprezzate, conducono a imitazioni in azzurro e bianco con motivi molto sinizzanti che si sviluppano d'altronde nell'arte del libro e del tappeto. Un'architettura fiorente si mette in opera e ad Esfahan è creata una nuova città da Shah 'Abbas: essa contiene numerosi giardini, palazzi di campagna come l'Ali Qapu, un immenso bazar e la grande Moschea dello Scià.
L'arte del libri raggiunge il culmine in particolare con il Grande Shah Nama di Shah Tahmasp, un immenso manoscritto contenente più di 250 pitture. Nel XVI secolo, si sviluppa un nuovo tipo di pittura: la pittura di album (muhaqqa). Si tratta di fogli unici dipinti, disegnati o calligrafati da diversi artisti e poi riuniti da amatori. Reza Abbasi è uno dei più grandi rappresentanti di questa nuova forma d'arte.

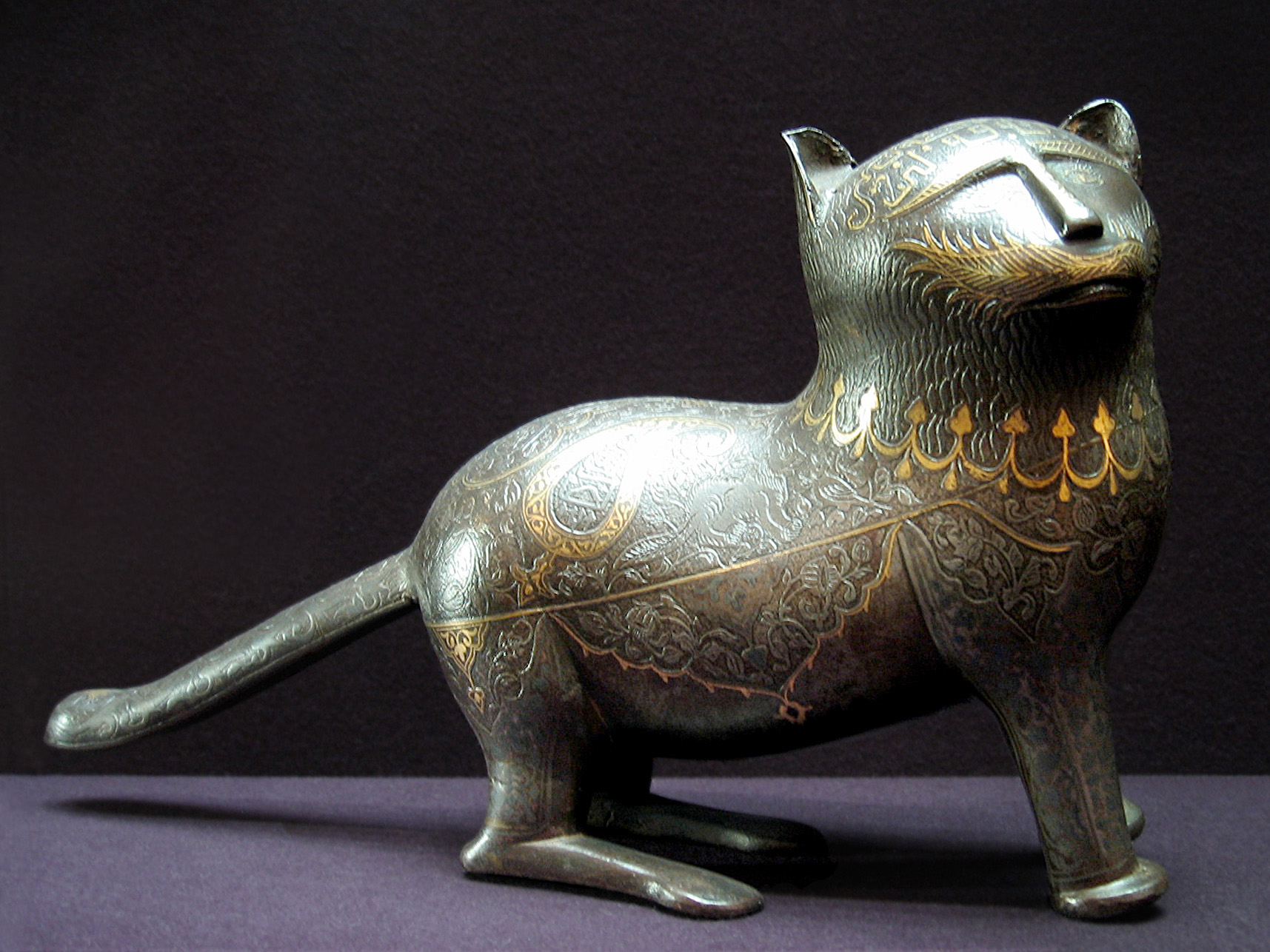
Felino, acciaio, Iran, XIX secolo, Louvre.

La caduta dei Safavidi sotto le invasioni afghane conduce a un secolo di disordine, interrotto dalla salita al potere di una tribù turkmena insediata dall'epoca mongola sulle rive del Mar Caspio: i Qajar. Essi danno luogo ad un'arte molto influenzata dall'Occidente: i grandi ritratti dipinti ad olio su tela degli scià cagiari hanno poco a vedere con la pittura persiana perfino se vi si ritrovano certi codici della miniatura. Sotto il loro regno, riprende l'architettura monumentale con lo sviluppo della città di Teheran. Nell'arte sono messe in opera nuove tecniche come la lavorazione dell'acciaio.

### L'età moderna

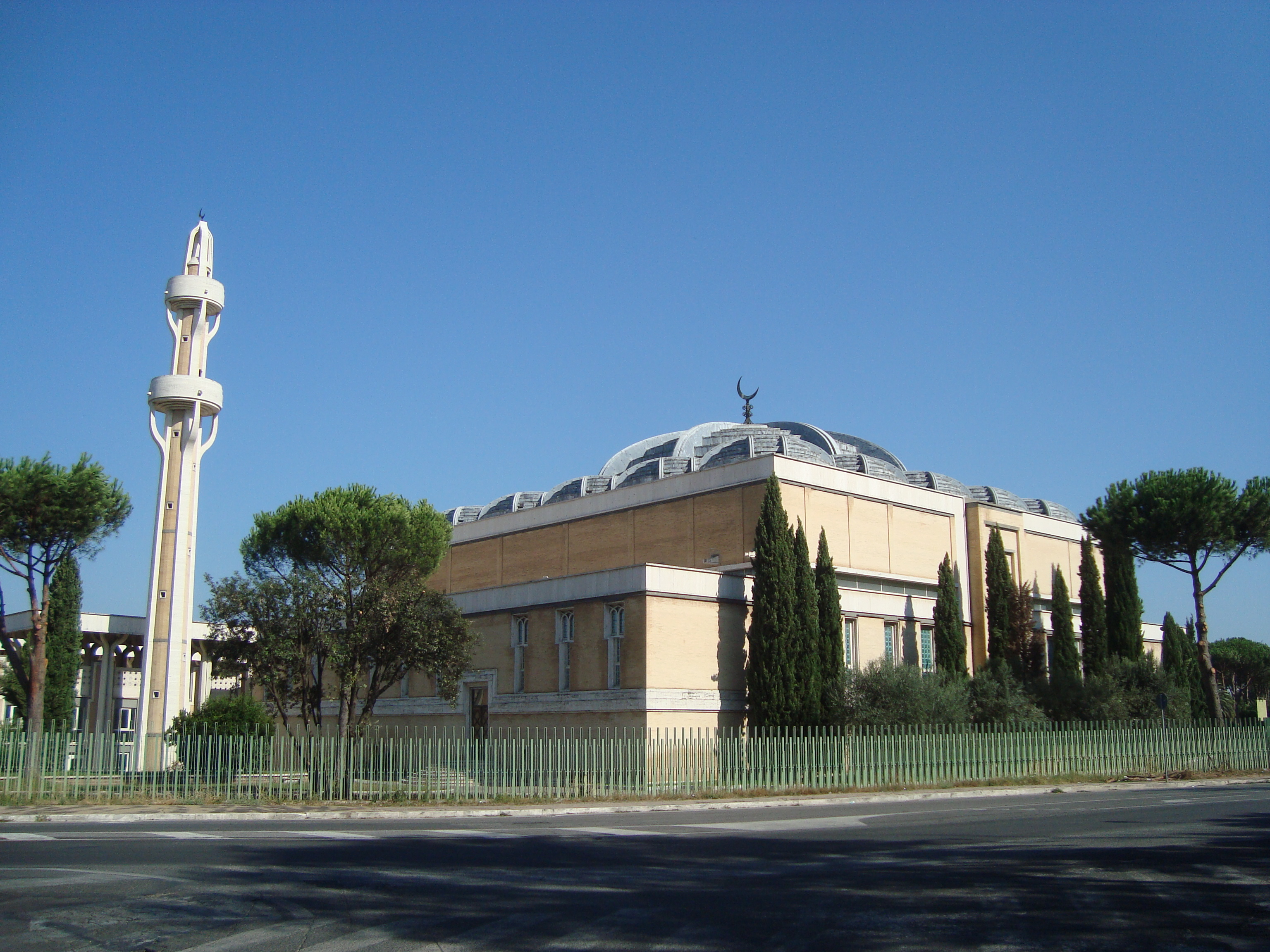
Veduta panoramica della Moschea di Roma con il minareto.

Nel XIX secolo "maggiori contatti con la cultura europea avevano portato all'accoglimento di modelli occidentali; nello stesso tempo l'Occidente si era aperto, dapprima solo per esotismo, a un generico Oriente che solo in un secondo tempo si era precisato". Questo processo è particolarmente evidente nella costruzione delle moschee, che restano l'elemento simbolo dell'architettura islamica. Le moderne moschee conservano gli elementi basilari della tradizione e la loro funzione di testimonianza religiosa, ma si adattano per tenere conto dei diversi contesti: ad esempio, in paesi che hanno da poco conquistato l'indipendenza (Giacarta, Moschea di Stato della Repubblica Indonesiana, 1955-1984) o in paesi di fede diversa, ad esempio occidentali (Londra, Roma) in cui spesso sono annesse a centri culturali. Nei paesi musulmani si assiste alla riproposizione dei modelli tradizionali (scelta che ha una precisa valenza politica e culturale), attenuata tuttavia dall'uso di tecniche e materiali nuovi (Moschea di re Abd Allah ad Amman, 1989, che richiama la Cupola della Roccia; Moschea di re Faysal a Islamabad, 1966-86, semplice struttura a tenda con 4 minareti angolari).
L'architettura conserva dunque caratteristiche più marcatamente islamiche, mentre altre forme artistiche risentono maggiormente delle influenze occidentali ed internazionali in genere. Per quanto riguarda la scultura, specialmente di grandi dimensioni, "avendo minori tradizioni è quella che più si è assoggetta alle tendenze moderniste internazionali". La pittura subisce già alla fine del XIX secolo l'influsso degli stili europei, per poi adottare anche la bidimensionalità moderna, che realizza un felice connubio con l'antica arte della miniatura. Nel XX secolo, lo stile tende a recuperare i modelli della tradizione popolare, mentre torna in auge l'arte della calligrafia.

## Tecniche dell'arte islamica

### L'urbanizzazione, l'architettura e la sua decorazione

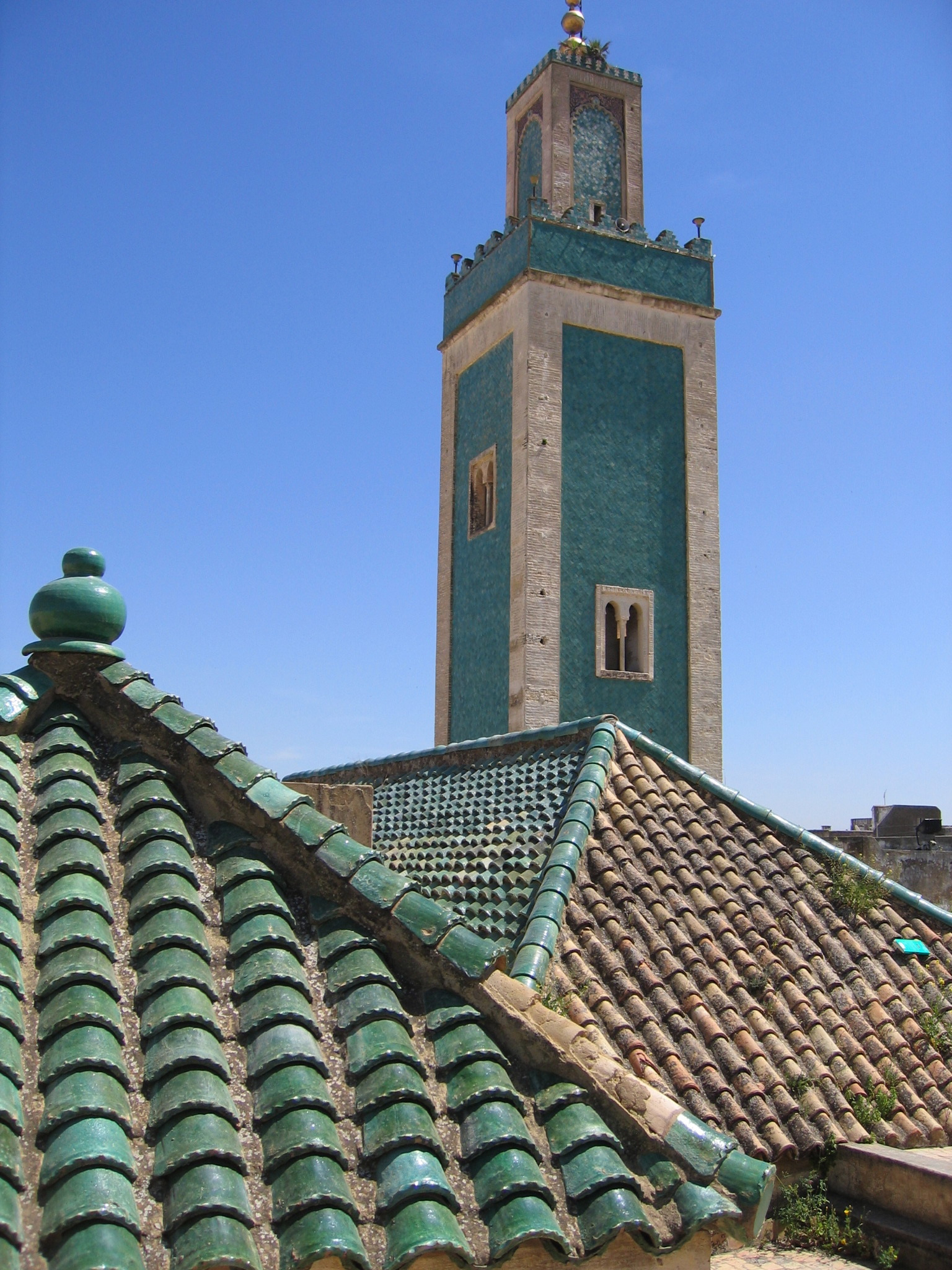
Tetto in tegole verniciate e minareto piastrellato alla Madrasa Bou Inania (Meknès), Marocco.

L'architettura prende numerose forme specifiche nel mondo islamico, spesso in collegamento con la religione musulmana: la moschea ne è una, ma le madrase, i luoghi di ritiro, ecc. sono altrettanti edifici tipici dei paesi dell'Islam adattati al culto.
Le tipologie degli edifici variano molto secondo i periodi e le regioni. Prima del XIII secolo, nella culla del mondo arabo, vale a dire in Egitto, in Siria, in Iraq e in Turchia, le moschee seguono quasi tutte la stessa pianta detta araba con un grande cortile e una sala di preghiera ipostila, ma variano molto nella loro decorazione e perfino nelle loro forme: le moschee maghrebine adottano una pianta a "T" con navate perpendicolari alla qibla, mentre in Egitto e in Siria le navate sono parallele ad essa. L'Iran ha proprie specificità come l'impiego del mattone e delle decorazioni di stucco e di ceramica come pure l'utilizzazione di forme particolari provenienti spesso dall'architettura sasanide come gli iwan e l'arco persiano Il mondo iraniano è anche all'origine delle madrase. In Spagna si trova piuttosto il gusto per un'architettura colorata con l'impiego di archi variati (a ferro di cavallo, polilobati, ecc.). In Anatolia, sotto l'influenza dell'architettura bizantina, ma anche delle evoluzioni specifiche di questa regione nella pianta araba, sono edificate grandi moschee ottomane a cupola unica e smisurata mentre l'India moghul sviluppa piante particolari, si allontana a poco a poco dal modello iraniano e mette in risalto le cupole bulbose.

### L'arte del libro

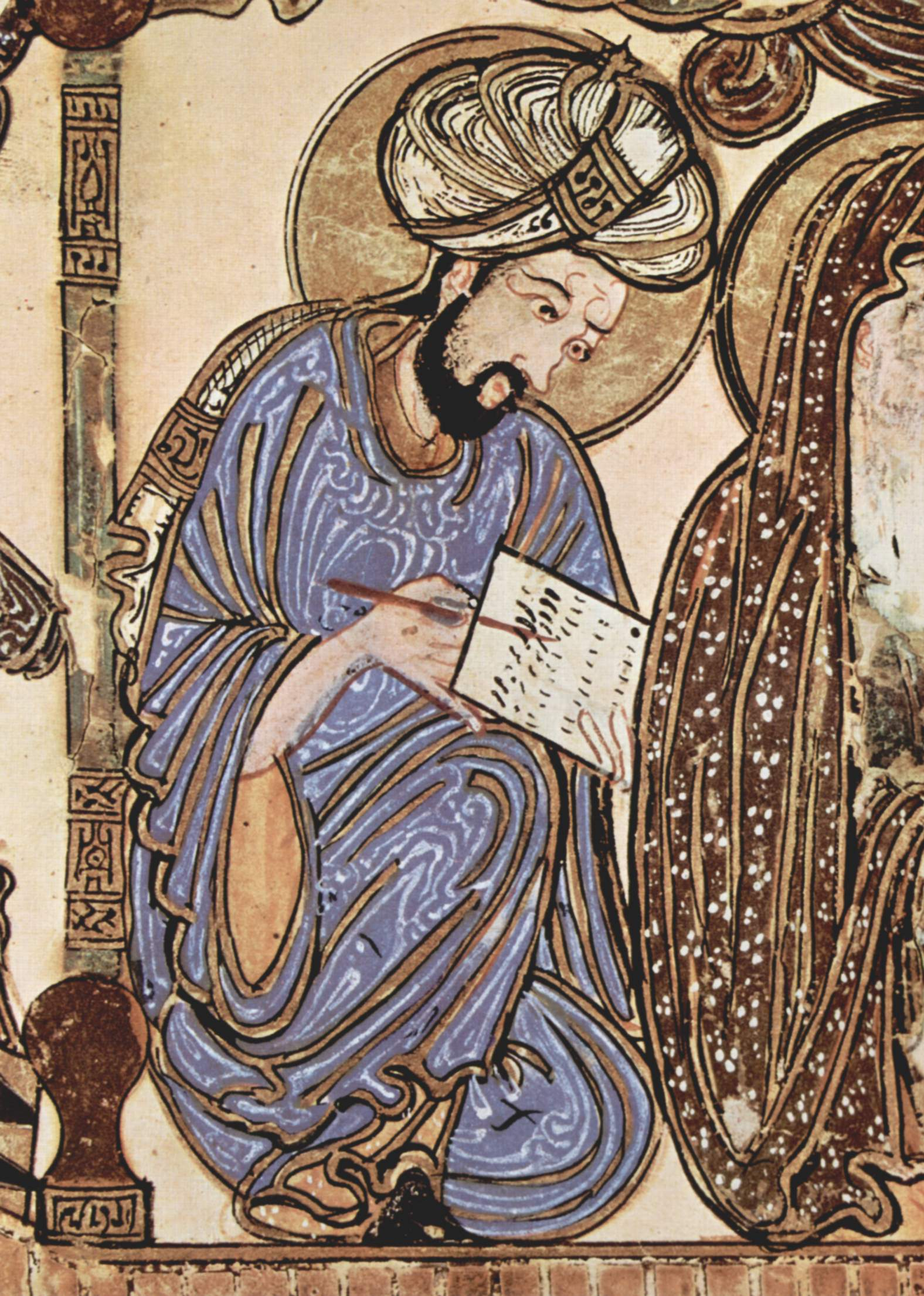
Dettaglio di una pittura araba del XIII secolo.

L'arte del libro raggruppa al tempo stesso la pittura, la legatoria, la calligrafia e la miniatura, vale a dire gli arabeschi e i disegni nei margini e nei titoli.
Tradizionalmente si divide l'arte del libro in tre domini distinti: araba per i manoscritti siriani, egiziani, di Giazira e del Maghgreb, ossia ottomani (ma questi possono anche essere considerati una parte), persiana per i manoscritti creati nel campo iraniano soprattutto a partire dal periodo mongolo e indiano, per le opere moghul. Ciascuno di questi domini possiede il proprio stile diviso in diverse scuole con i propri artisti, le loro convenzioni, ecc. Le evoluzioni sono parallele anche se sembra evidente che hanno luogo delle influenze tra le scuole e prefino tra i domini geografici con i cambiamenti politici e i frequenti spostamenti degli artisti: gli artisti persiani hanno così sfornato molte opere presso gli Ottomani e soprattutto in India.

### Le arti cosiddette "minori"

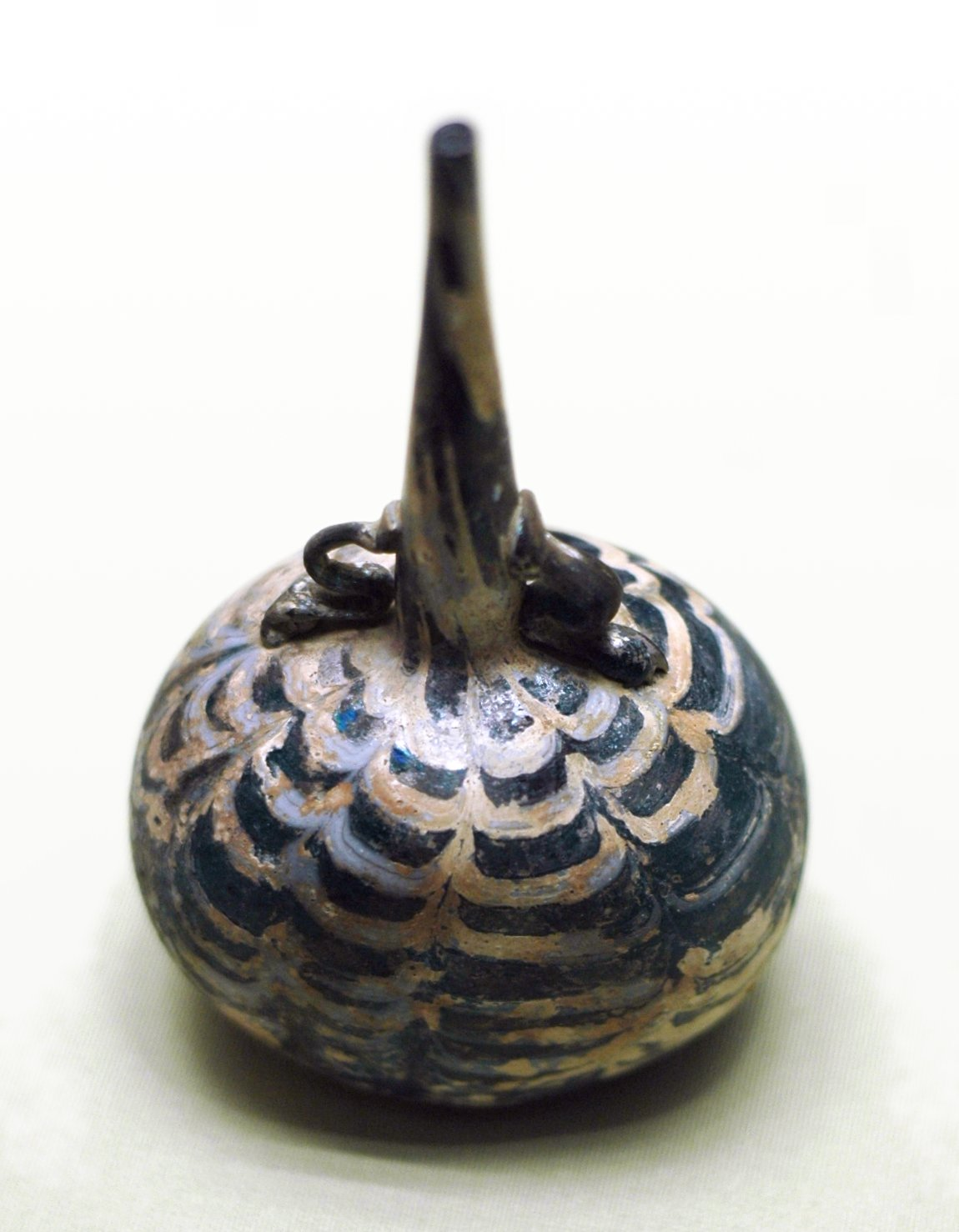
Aspersorio in vetro soffiato, XII–XIII secolo.

In Europa si chiamano "arti minori" campi di attività che fanno parte delle arti decorative. Ciononostante, nelle terre islamiche come in numerose civiltà extra-europee o antiche, questi mezzi sono stati largamente utilizzati a fini più artistici che utilitari e portati a un punto di perfezione che impedisce di classificarli come semplice artigianato. Così, se gli artisti islamici non si interessano alla scultura per ragioni principalmente religiose, danno talvolta prova, secondo le epoche e le regioni, di un'inventiva e di una maestria notevoli su questi diversi terreni con le arti del metallo, della ceramica, del vetro, della pietra intagliata (cristallo di rocca in particolare, ma anche pietre dure come il sardonio), del legno scolpito e dell'intarsio, dell'avorio, ...

## Motivi, temi e iconografie dell'arte islamica
Quando si evocano le arti nelle terre islamiche, si pensa spesso a un'arte aniconica costituita unicamente da motivi geometrici e da arabeschi. Tuttavia, esistono anche numerose rappresentazioni figurative, particolarmente in tutto ciò che non rientra nel campo della religione.

### L'arte e la religione
Le religioni giocano dunque un ruolo importante nello sviluppo dell'arte islamica, le produzioni avendo spesso fini. Si pensa naturalmente alla religione musulmana; ciononostante il mondo islamico è divenuto a maggioranza musulmano solo nel corso del XIII secolo e altre fedi hanno ugualmente giocato un ruolo non trascurabile: il Cristianesimo segnatamente in una zona che si estende dall'Egitto fino alla Turchia attuale, lo Zoroastrismo in particolare nel mondo iraniano, l'induismo e il buddhismo nel mondo indiano e l'animismo principalmente nel Maghreb.

### L'arte e la letteratura

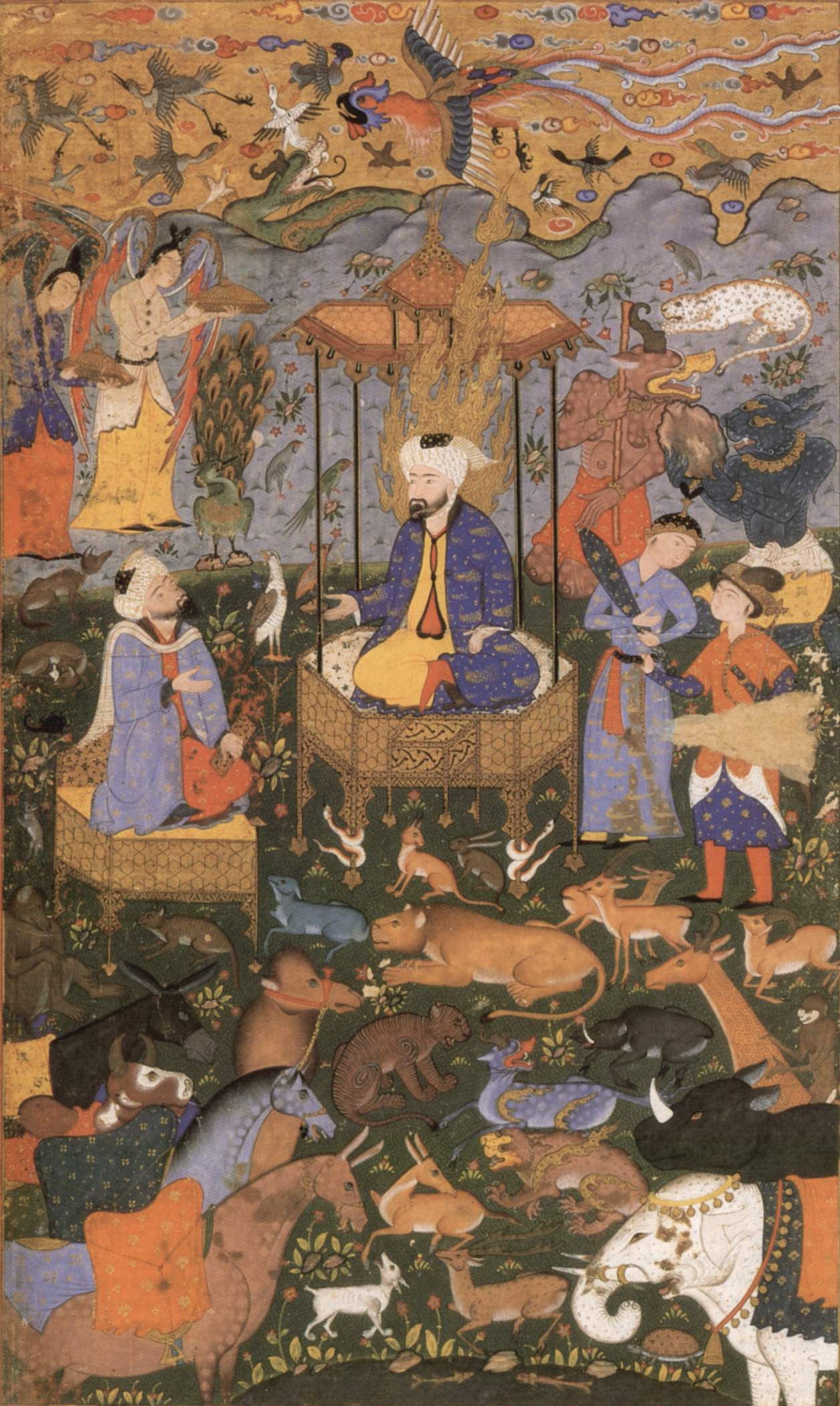
Shahnameh, fine del XVI secolo.

Tuttavia, non tutte le arti dell'Islam sono religiose, tutt'altro, e altre fonti sono utilizzate dagli artisti, particolarmente letterarie. La letteratura persiana, come lo Shahnameh, l'epopea nazionale composta all'inizio del X secolo da Firdusi, i Cinque poemi (o Khamsa) di Nizami (XII secolo), è dunque una fonte importante di motivi che si ritrovano tanto nelle arti del libri che negli oggetti (ceramiche, tappeti, ecc.). Anche le opere dei poeti mistici Saadi e Giami danno luogo a numerose rappresentazioni. Il Jami al-tawarikh, o Storia universale, composta dal visir il-khanide Rashid al-Din all'inizio del XIV secolo è il supporto di numerose rappresentazioni in tutto il mondo islamico e questo fin dalla sua redazione.
La letteratura araba non è tuttavia da meno e le favole di origine indiana del Kalila wa Dimna o le Maqāmāt di al-Hariri e altri testi sono frequentemente illustrati nei laboratori di Baghdad o della Siria.
La letteratura scientifica, come i trattati di astronomia o di meccanica, dà ugualmente luogo ad illustrazioni.

### Motivi astratti e calligrafia

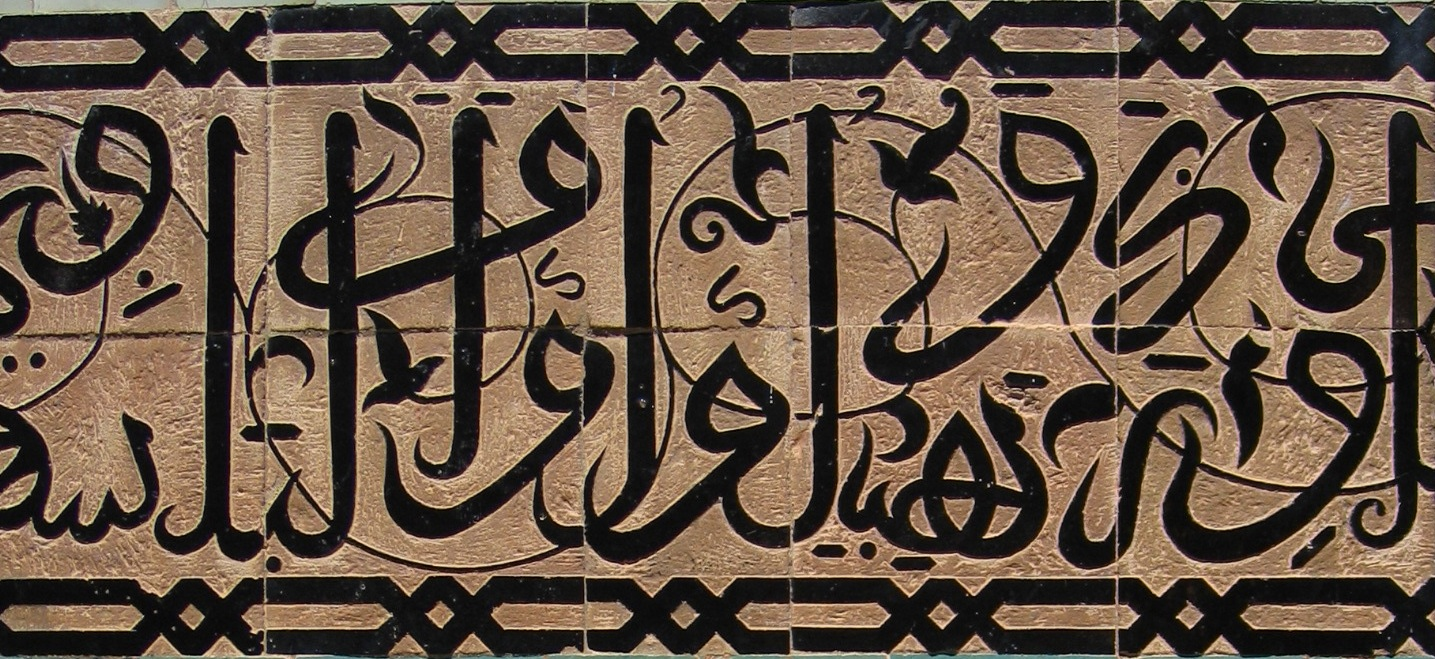
Calligrafia in thuluth. Meknès, Marocco.

Il dovere che ha ogni musulmano di imparare e scrivere il Corano, ha contribuito a diffondere e sviluppare l'arte della calligrafia in tutto il mondo islamico. I motivi decorativi sono numerosissimi in questa forma d'arte ed estremamente vari, dai motivi geometrici fino agli arabeschi. La calligrafia in terra islamica è considerata come un'attività di grande importanza, ossia sacro, dato che le sure del Corano sono considerate come parole divine. Inoltre, le rappresentazioni di esseri viventi sono escluse dai luoghi e dalle opere religiose; la calligrafia è dunque oggetto di cure molto particolari, nel campo religioso ma anche nelle opere profane.

### Le rappresentazioni figurative
Si pensa spesso che l'arte islamica sia interamente aniconica, nondimeno non si può che constatare le numerose figure umane e animali presentate nelle ceramiche. Le figure religiose dei profeti, come Maometto ma anche Gesù e quelle presenti nell'Antico Testamento, come pure gli imam possono d'altronde dare luogo a rappresentazioni aventi, secondo le epoche e gli ambienti, il volto velato o no. La questione della rappresentazione figurativa è dunque complessa tanto più che la sua evoluzione la rende ancora più difficile da comprendere.

## La conoscenza dell'arte islamica nel mondo

### Storiografia dell'arte islamica
L'arte islamica è conosciuta da molto tempo in Europa grazie alle numerose importazioni di materiali preziosi (seta, cristallo di roccia) nel Medioevo. Molti di questi oggetti, divenuti reliquiari, erano o sono attualmente conservati nei tesori delle chiese del mondo occidentale. Tuttavia, la storia dell'arte islamica intesa come scienza è una disciplina molto recente in confronto, ad esempio, con quella dell'arte antica. D'altronde sui campi di scavo, l'arte islamica è stata spesso vittima di archeologici desiderosi di accedere ai livelli antichi e che per questo saccheggiavano quelli più recenti.
Nata nel XIX secolo e spinta dal movimento orientalista, questa disciplina conosce un'evoluzione segnata da numerosi alti e bassi, dovuti agli eventi politici e religiosi mondiali. La colonizzazione in particolare ha favorito lo studio di certi paesi — come pure lo sbocciare delle collezioni europee ed americane — ma interi periodi sono stati trascurati. Allo stesso modo, la guerra fredda ha considerevolmente rallentato lo studio dell'arte islamica impedendo la diffusione degli studi e delle scoperte.

### Grandi collezioni d'arte islamica

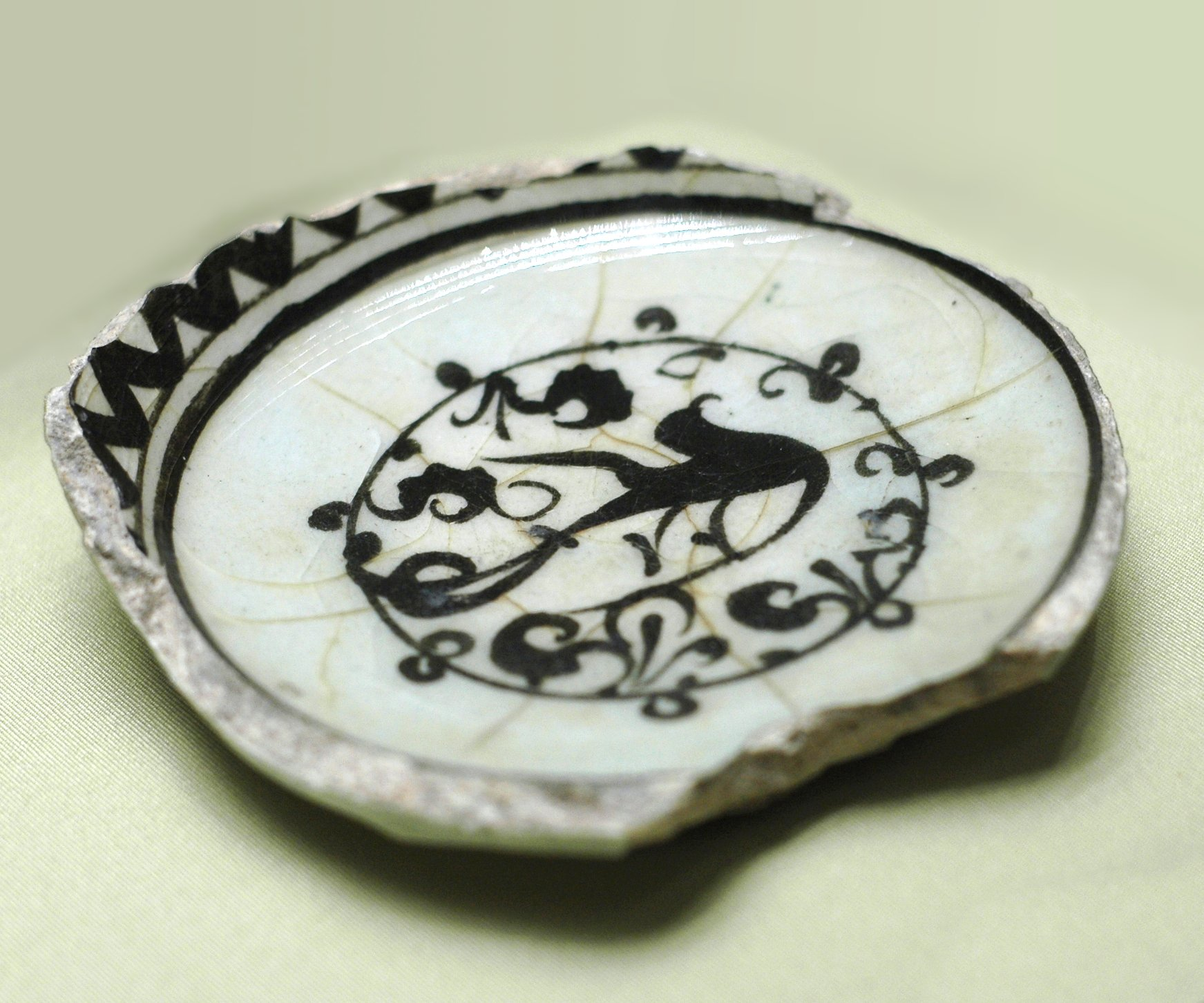
Coccio con uccello, Siria, inizio del XIII secolo, Museo del Louvre.

Come spesso accade, le grandi collezioni di arte islamica si trovano piuttosto nel mondo occidentale, segnatamente nel Museo del Louvre, nel Metropolitan Museum of Art, nel British Museum, nel Victoria and Albert Museum. Ciononostante, esistono collezioni anche altrove, in particolare quelle del Museo islamico del Cairo o del Museo nazionale del Qatar, la collezione al-Sabah in Kuwait. La fondazione Calouste-Gulbenkian di Lisbona e la collezione Khalili conservano ugualmente numerosi pezzi. I musei americani, come la Freer Gallery of Art di Washington, hanno spesso un fondo molto importante, tanto per gli oggetti quanto per i manoscritti. Il Corning Museum of Glass di New York possiede uno dei fondi di vetri islamici più importanti al mondo. Peri manoscritti, occorre anche segnalare grandi biblioteche, come la British Library o la Biblioteca nazionale di Francia, i cui fondi orientali sono abbastanza sviluppati, ma i musei conservano anche pagine illustrate e manoscritti.

### Grandi siti archeologici
Per le produzioni più antiche, tanto di architettura che di oggetti, ha avuto corso un'importante archeologia islamica, particolarmente in Iraq, a Samarra o a Susa ad esempio, o al Cairo. Malgrado il contesto attuale, grandi siti sono ancora scavati in tutto il mondo islamico dal Pakistan fino al Maghreb.